# Fargo (serie televisiva)
Fargo è una serie televisiva statunitense creata da Noah Hawley. La serie, antologica, è pensata per narrare una storia diversa in ogni stagione e trae ispirazione dall'omonimo film dei fratelli Coen (1996), i quali figurano tra i produttori esecutivi della serie stessa. È trasmessa a partire dal 15 aprile 2014 dall'emittente FX.
Agli Emmy Awards 2014, la prima stagione è stata giudicata come miglior miniserie televisiva dell'anno, vincendo anche il premio alla miglior regia e al miglior casting. Ai Golden Globe 2015 è stata premiata ancora una volta come miglior miniserie e Billy Bob Thornton è stato riconosciuto miglior attore protagonista.

## Trama

### Prima stagione
Ambientata durante l'inverno 2006 tra le cittadine di Bemidji e Duluth nel Minnesota. Questi due luoghi sono stati segnati dall'arrivo del violento delinquente Lorne Malvo, che durante un casuale incontro a Bemidji trascina in un piano criminale un sempliciotto assicuratore senza successo, Lester Nygaard; ad indagare sugli intricati avvenimenti è la giovane e intraprendente agente di polizia Molly Solverson.

### Seconda stagione
Ambientata nei primi mesi del 1979 nella cittadina di Luverne (Minnesota); essa include anche le vicende dell'incidente di Sioux Falls menzionato durante la stagione precedente. Protagonista è la famiglia mafiosa dei Gerhardt, il cui boss viene colpito da un ictus ed è quindi costretto a lasciare la guida degli affari alla moglie Floyd; ad indagare sugli intricati avvenimenti sono il giovane agente di polizia Lou Solverson e lo sceriffo Hank Larsson.

### Terza stagione
Ambientata tra la fine del 2010 e l'inizio del 2011 nella cittadina di Saint Cloud, nuovamente in Minnesota. L'addetto alla sorveglianza Ray Stussy e la fidanzata Nikki Swango sognano una vita migliore e cercano di rubare un francobollo d'epoca dal valore inestimabile, che è custodito nella villa del fratello di Ray, Emmit. Sfortunatamente il loro piano fallisce quando il ladro incaricato di rubare il francobollo si reca dalla persona sbagliata e uccide il patrigno della poliziotta Gloria Burgle. Nel frattempo, Emmit spera di ripagare i debiti che ha contratto con una losca compagnia, guidata dal misterioso e inquietante V.M. Varga, la quale gli aveva prestato dei soldi due anni prima.

### Quarta stagione
Ambientata nel 1950 nella città di Kansas City (Missouri). La sedicenne Ethelrida Smutny è la voce narrante che ci racconta la rivalità tra due famiglie criminali - una italoamericana, l’altra afroamericana - che provano a dividere equamente i proventi dei traffici illeciti che gestiscono. L’escamotage per garantire la tregua tra le parti, come da tradizione della malavita locale, è quello di cedere il più giovane figlio maschio al nemico. Così, Loy Cannon e Donatello Fadda si trovano a suggellare una fratellanza che sembra solida, fino a quando Donatello muore e la tregua rischia di saltare. A complicare lo scenario si aggiungono un’infermiera bizzarra, un’agenzia di pompe funebri a conduzione familiare, una coppia di fuorilegge e un poliziotto non ordinario - o due.

### Quinta stagione
Nel 2019 la casalinga di Scandia Dorothy “Dot” Lyon viene rapita da alcuni criminali, ma riesce a fuggire grazie all'aiuto del poliziotto dello Stato del North Dakota Witt Farr. Quando Dot torna a casa, dichiara al marito Wayne che non c'è stato alcun rapimento. Mentre Farr e l'agente di Scandia Indira Olmstead indagano, uno dei due rapitori, Ole Munch, entra in conflitto con l'uomo che lo ha assunto, Roy Tillman, lo sceriffo costituzionale della Contea di Stark, nonché primo marito di Dot, da cui era fuggita dieci anni prima. Oltre a Tillman, Munch e la polizia, Dot deve vedersela anche con la ricca madre di Wayne, Lorraine, amministratore delegato di un'agenzia di recupero crediti che sospetta che Dot abbia simulato il rapimento per estorcerle denaro.

## Episodi
| Stagione         | Episodi | Prima TV USA | Prima TV Italia |
| ---------------- | ------- | ------------ | --------------- |
| Prima stagione   | 10      | 2014         | 2014-2015       |
| Seconda stagione | 10      | 2015         | 2015-2016       |
| Terza stagione   | 10      | 2017         | 2017            |
| Quarta stagione  | 11      | 2020         | 2020            |
| Quinta stagione  | 10      | 2023-2024    | 2023-2024       |

## Personaggi e interpreti

### Prima stagione
- Lorne Malvo, interpretato da Billy Bob Thornton e doppiato da Fabrizio Pucci.
È un killer professionista, manipolatore, sadico, spietato e truffatore, che coinvolge in un piano criminale Lester Nygaard.
- Lester Nygaard, interpretato da Martin Freeman e doppiato da Fabrizio Vidale.
Piccolo assicuratore di provincia, senza successo sia nella sua vita professionale che in quella familiare. Ciò lo spinge a seguire le orme del criminale Lorne Malvo.
- Molly Solverson, interpretata da Allison Tolman e doppiata da Monica Ward.
Giovane e brillante agente di polizia di Bemidji.
- Gus Grimly, interpretato da Colin Hanks e doppiato da Francesco Venditti.
Agente del dipartimento di polizia di Duluth e padre single.

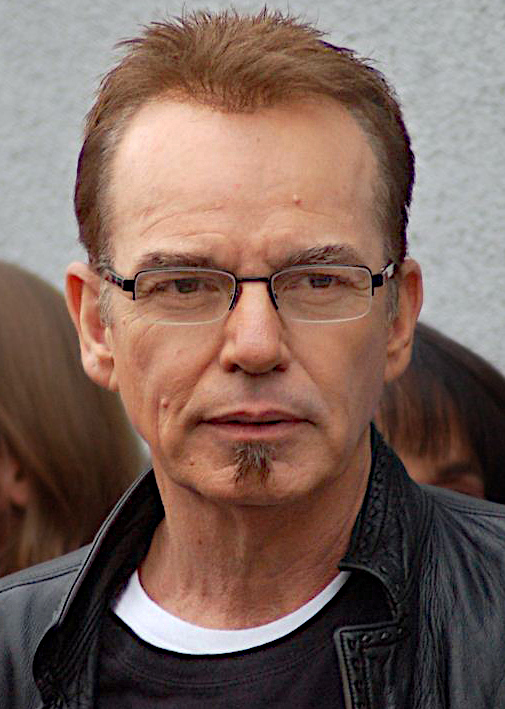
Billy Bob Thornton interpreta Lorne Malvo
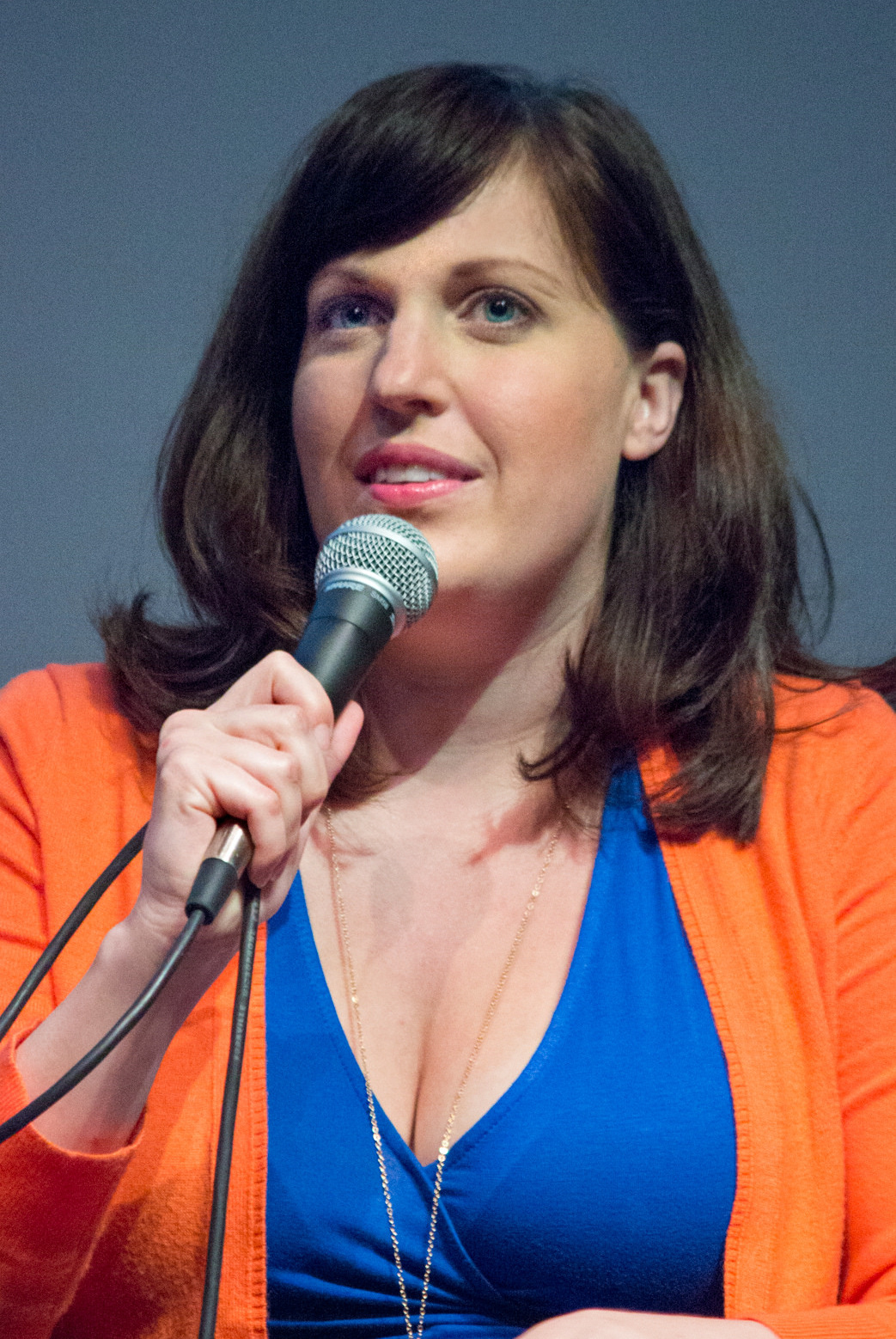
Allison Tolman interpreta Molly Solverson
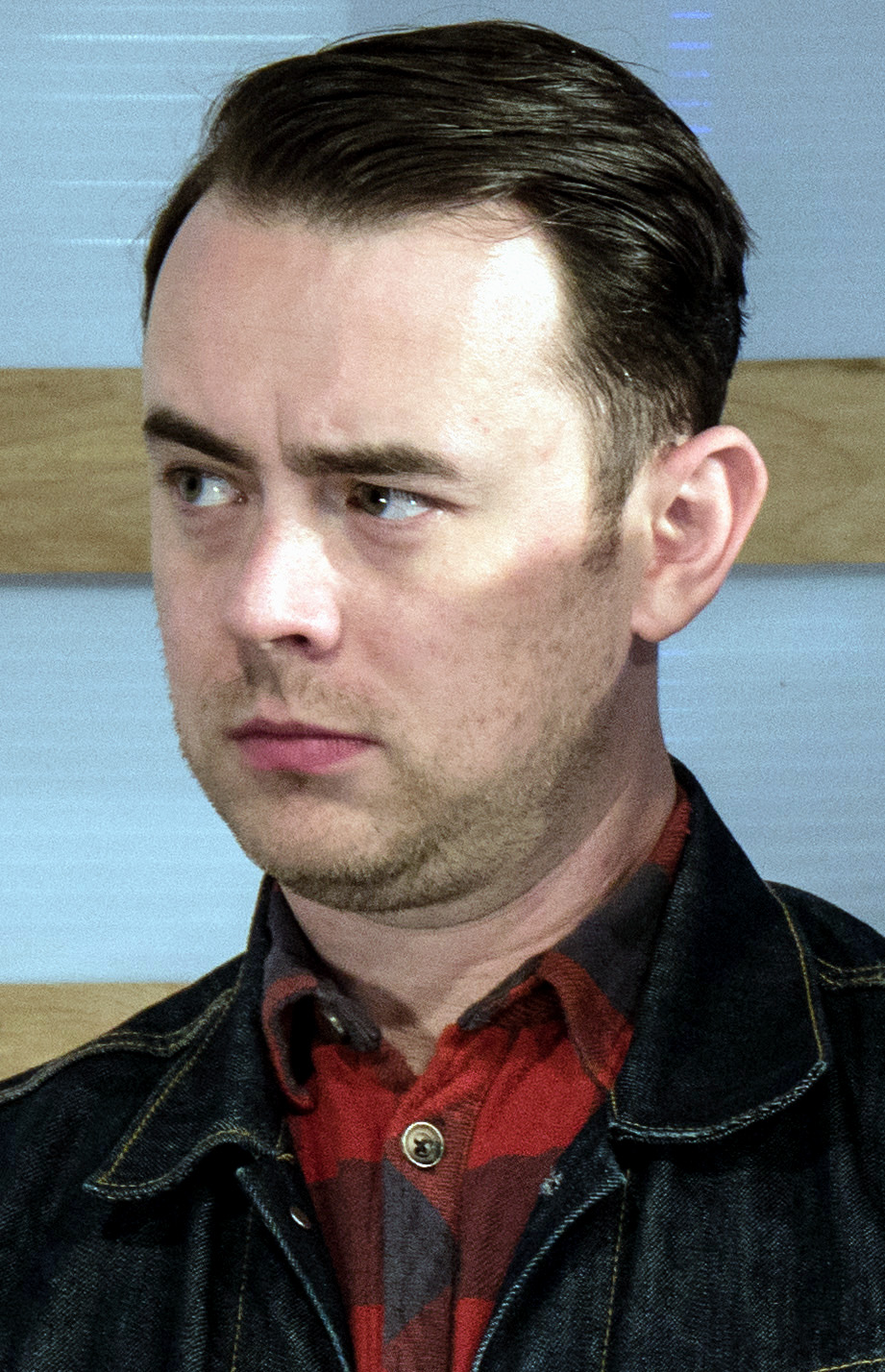
Colin Hanks interpreta Gus Grimly
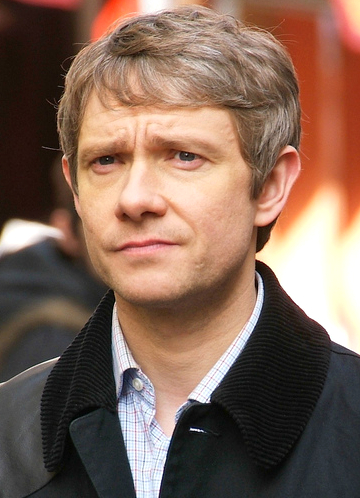
Martin Freeman interpreta Lester Nygaard

### Seconda stagione
- Peggy Blumquist, interpretata da Kirsten Dunst e doppiata da Domitilla D'Amico.
Estetista di provincia che sogna di dare una svolta alla sua vita, la quale investe il figlio minore dei Gerhardt, Rye.
- Lou Solverson, interpretato da Patrick Wilson e doppiato da Loris Loddi.
Agente della polizia di stato reduce dal Vietnam che indaga sugli eventi criminosi di Luverne.
- Ed Blumquist, interpretato da Jesse Plemons e doppiato da Paolo Vivio.
Marito di Peggy, macellaio di Luverne, che uccide per difesa Rye Gerhardt.
- Floyd Gerhardt, interpretata da Jean Smart e doppiata da Aurora Cancian.
Matriarca della famiglia criminale Gerhardt.
- Hank Larsson, interpretato da Ted Danson e doppiato da Mario Cordova.
Sceriffo della contea di Rock e suocero di Lou Solverson.

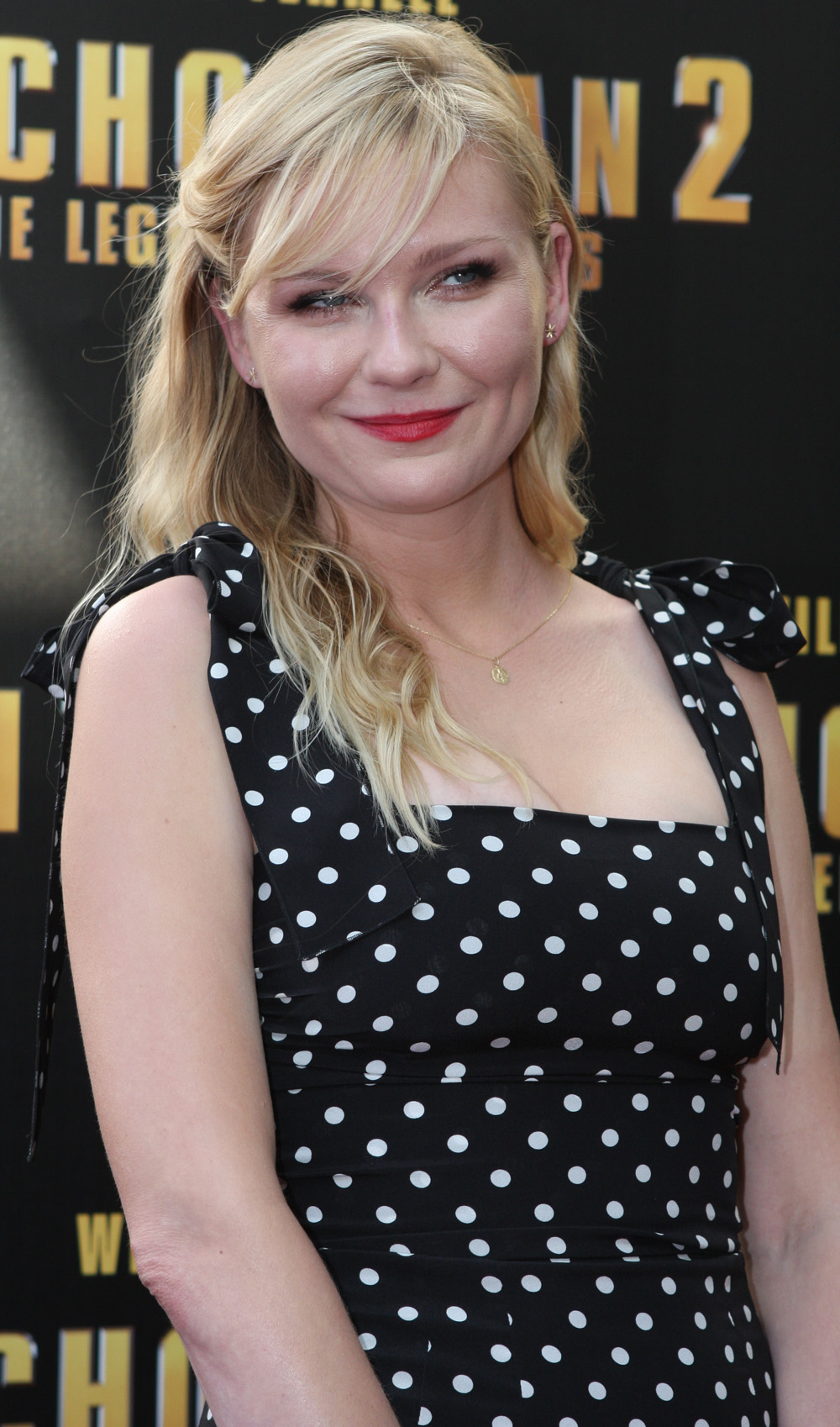
Kirsten Dunst interpreta Peggy Blumquist
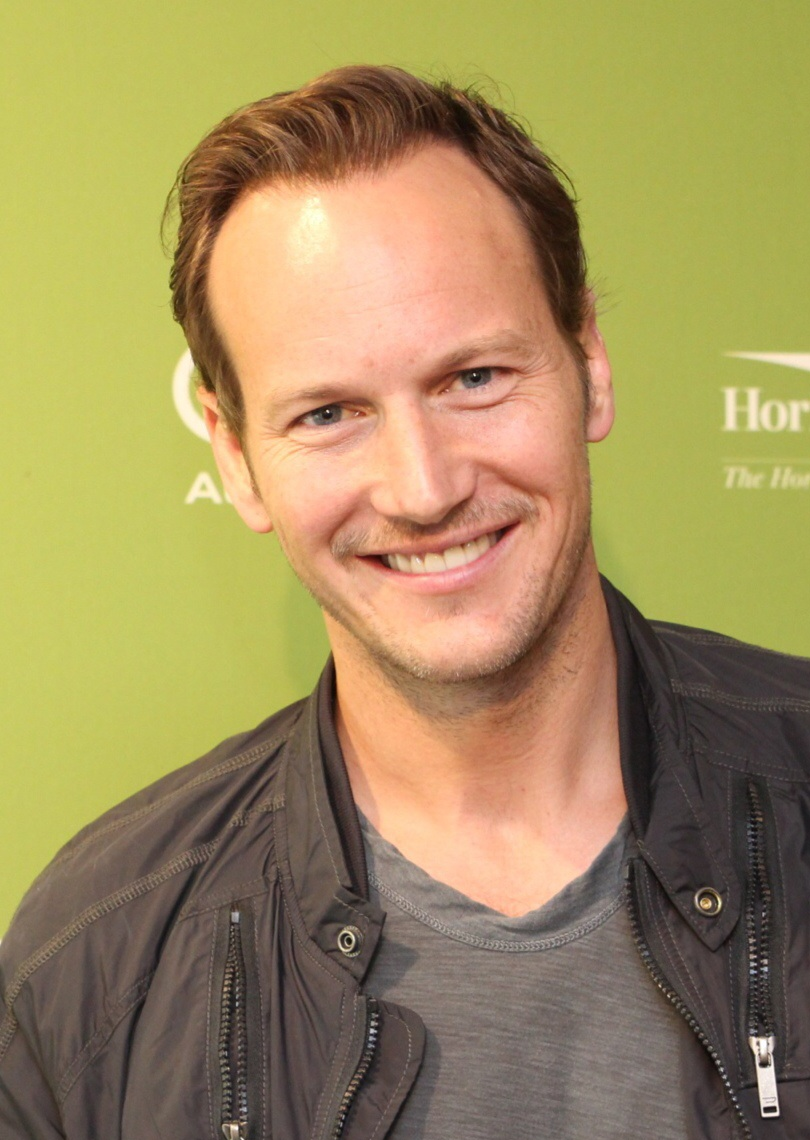
Patrick Wilson interpreta Lou Solverson
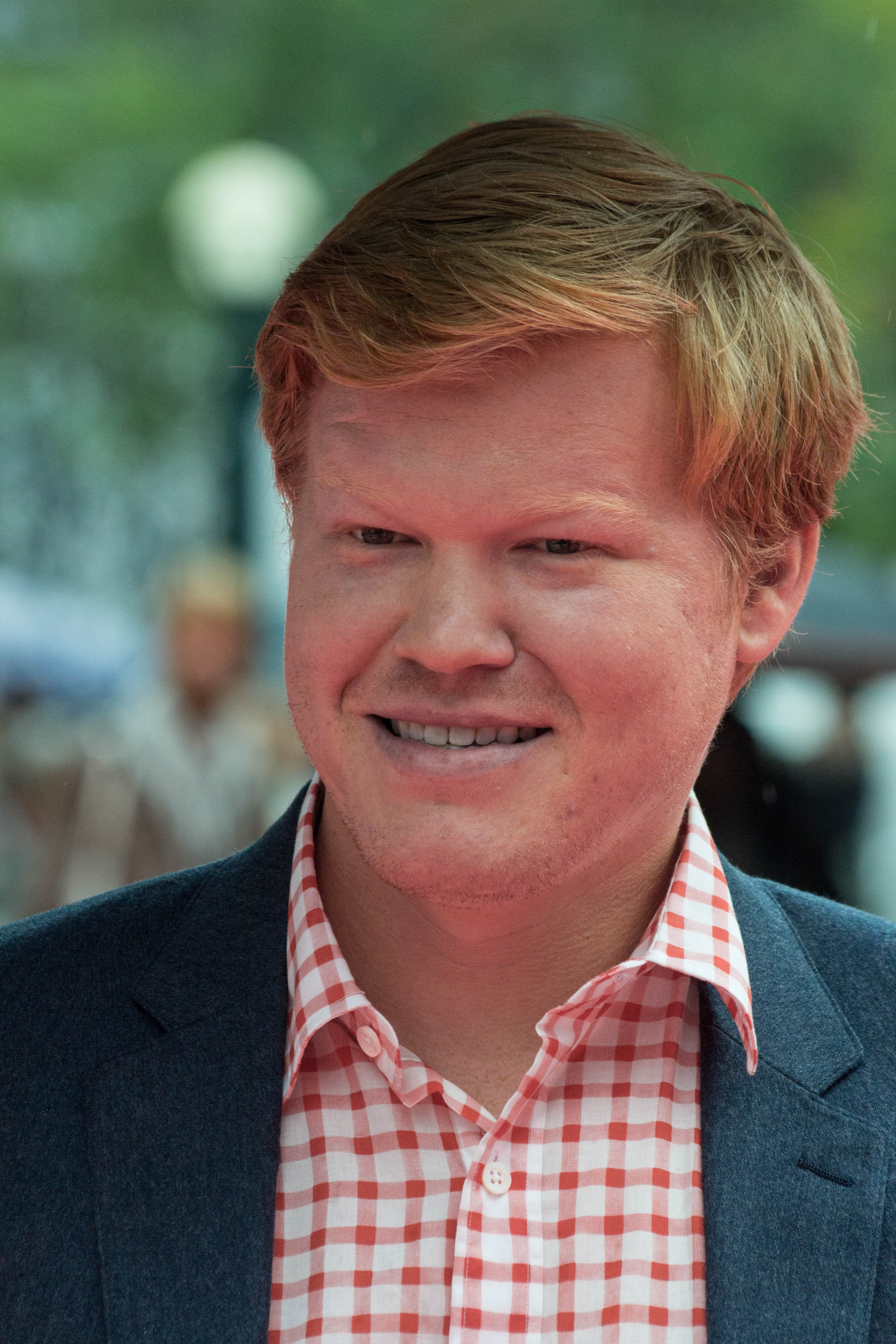
Jesse Plemons interpreta Ed Blumquist
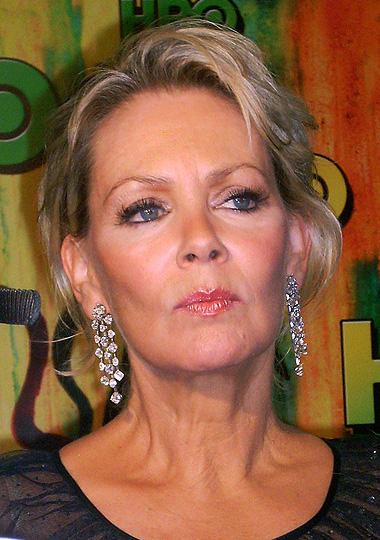
Jean Smart interpreta Floyd Gerhardt
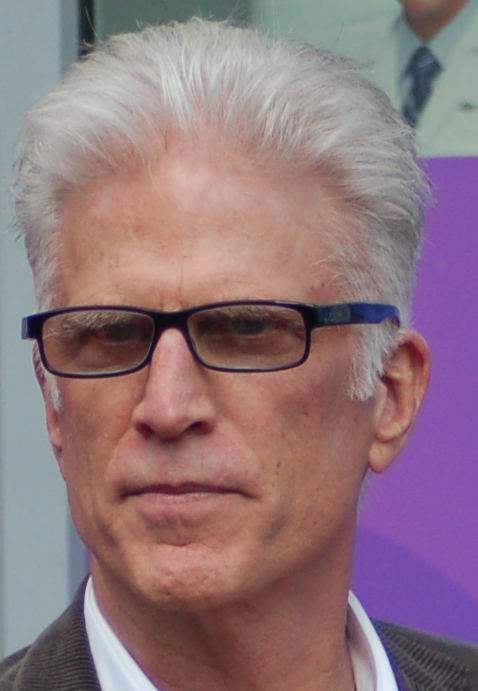
Ted Danson interpreta Hank Larsson

### Terza stagione
- Emmit e Ray Stussy, interpretati da Ewan McGregor, doppiati da Francesco Bulckaen.
Fratelli dalla vita molto diversa: Emmit, il maggiore dei due, è un magnate del settore immobiliare, mentre Ray è un semplice agente di custodia
- Gloria Burgle, interpretata da Carrie Coon, doppiata da Barbara De Bortoli.
Capo della polizia di Eden Valley e madre divorziata
- Nikki Swango, interpretata da Mary Elizabeth Winstead, doppiata da Francesca Manicone.
Donna in libertà vigilata con un talento per il bridge
- Yuri Gurka, interpretato da Goran Bogdan, doppiato da Stefano Macchi
Giovane ragazzo ucraino che lavora per Varga
- V.M. Varga, interpretato da David Thewlis, doppiato da Stefano Benassi
Misterioso uomo d'affari.
- Paul Marranne, interpretato da Ray Wise Personificazione del Dio ebraico o dell'ebreo errante, agisce da narratore onniscente e sembra essere colui che giudica chi si salva o chi viene dannato.

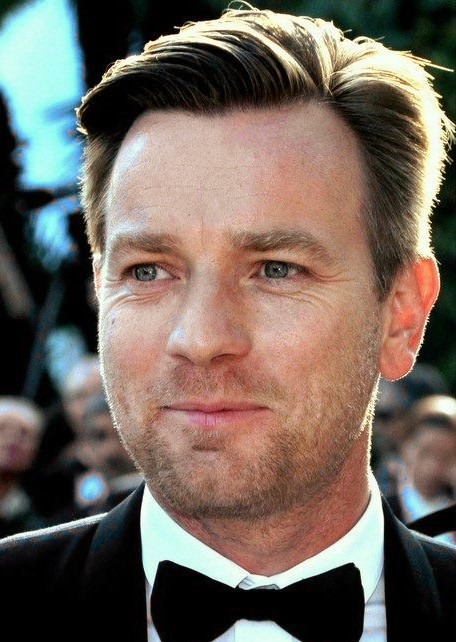
Ewan McGregor interpreta Emmit e Ray Stussy
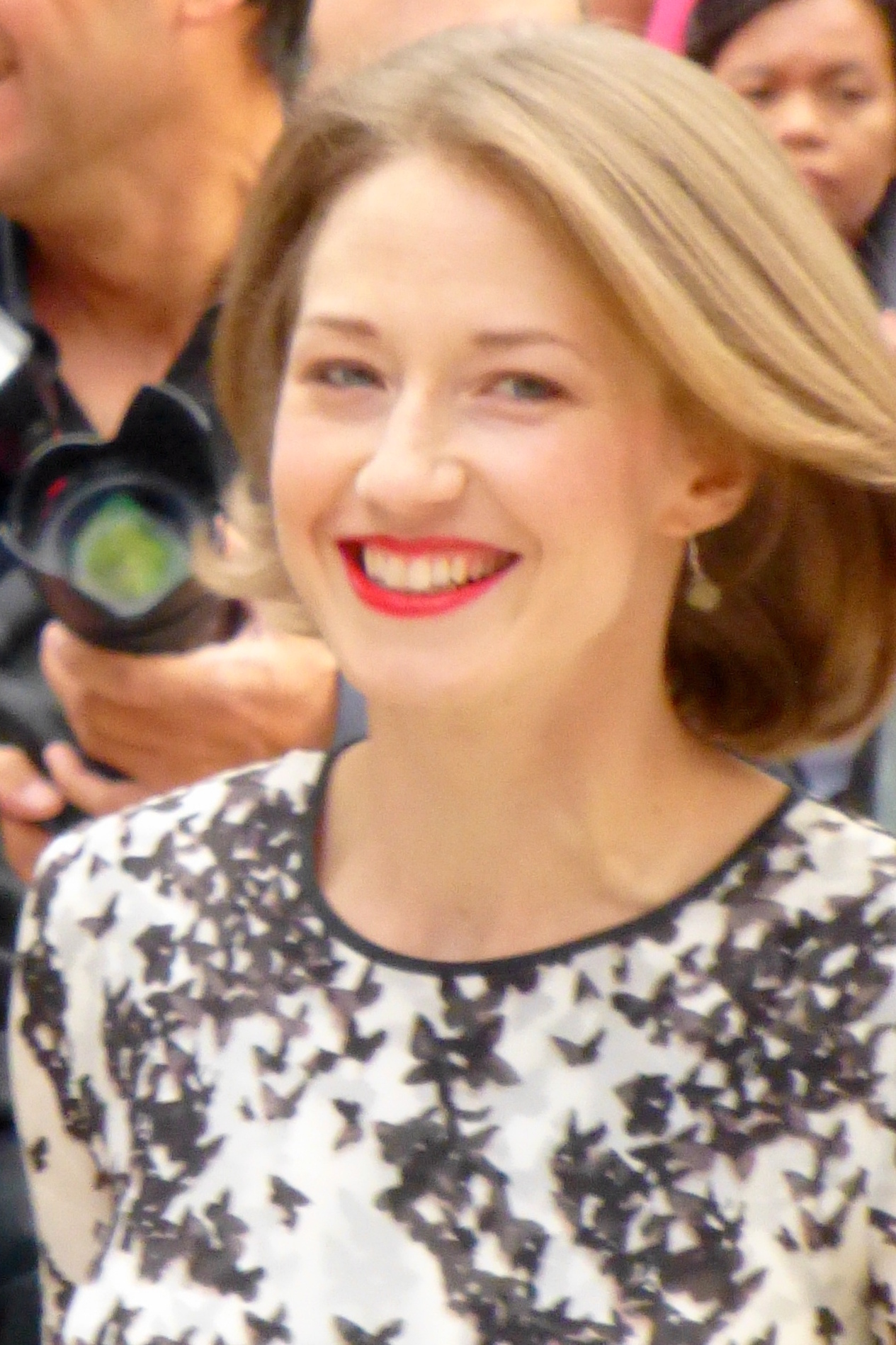
Carrie Coon interpreta Gloria Burgle
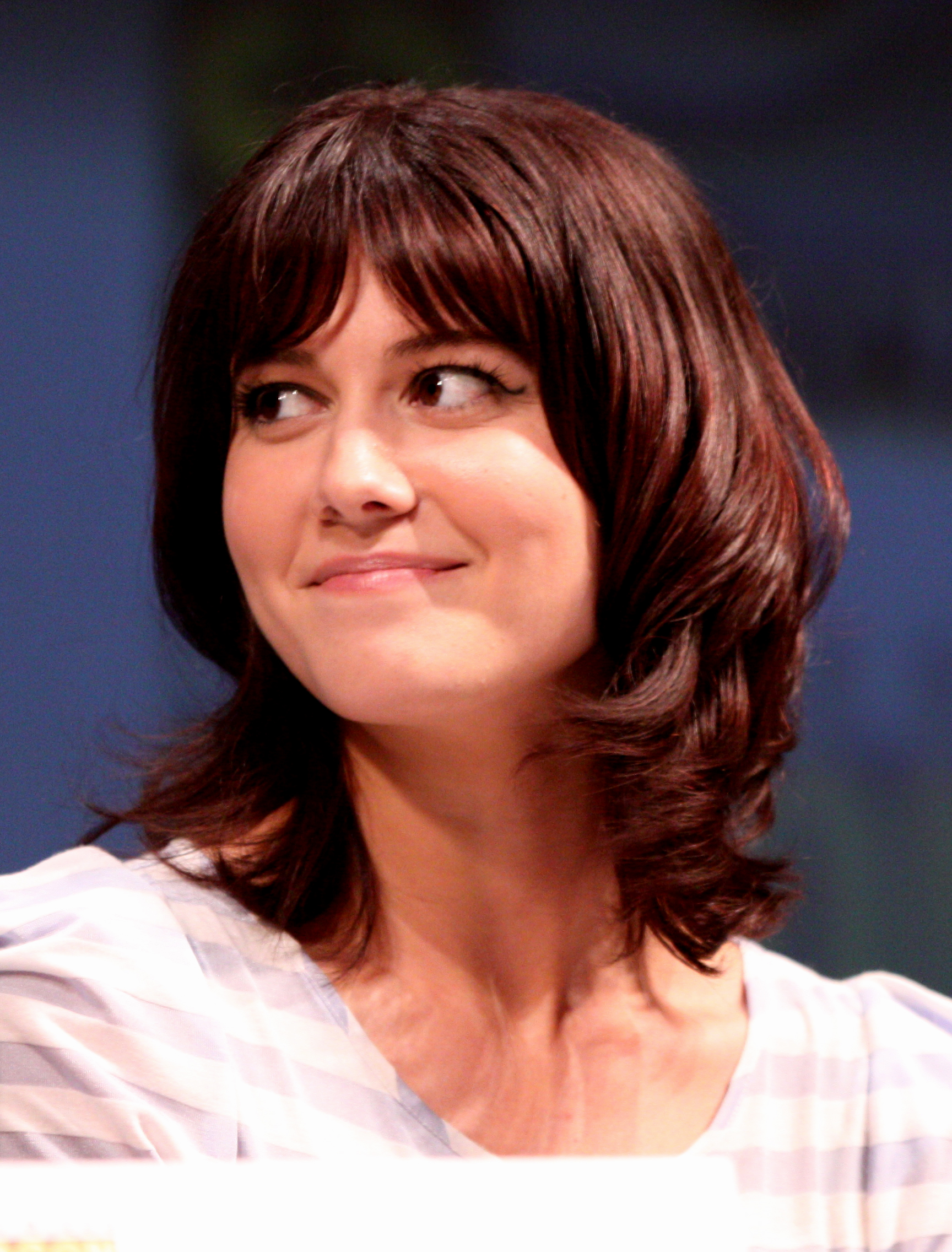
Mary Elizabeth Winstead interpreta Nikki Swango
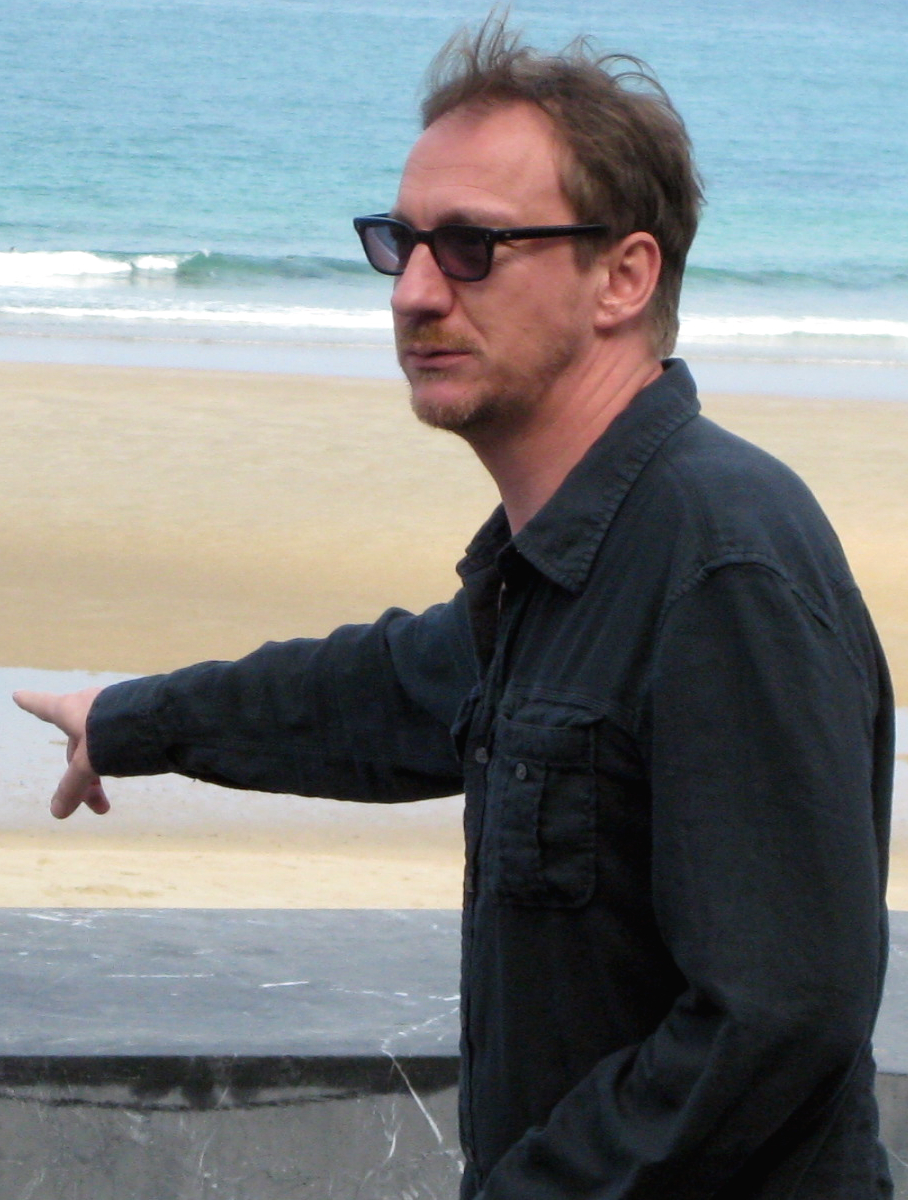
David Thewlis interpreta V.M. Varga

### Quarta stagione
- Loy Cannon, interpretato da Chris Rock, doppiato da Nanni Baldini.
 È il boss della criminalità organizzata afroamericana di Kansas City.
- Oraetta Mayflower, interpretata da Jessie Buckley, doppiata da Eva Padoan. 
È un'infermiera che si autodefinisce "l'angelo della misericordia", si troverà coinvolta con Josto Fadda.
- Josto Fadda, interpretato da Jason Schwartzman, doppiato da Emiliano Coltorti.
 È il nuovo boss della criminalità organizzata italiana di Kansas City.
- Patrick "Rabbi" Milligan, interpretato da Ben Whishaw, doppiato da Renato Novara. 
È un irlandese che ha giurato fedeltà alla famiglia Fadda.
- Odis Weff, interpretato da Jack Huston, doppiato da Raffaele Carpentieri.
 È un "particolare" detective di Kansas City.
- Gaetano Fadda, interpretato e doppiato da Salvatore Esposito.
 È il fratello minore di Josto, i cui modi violenti mettono a rischio la pace tra le famiglie.
- Ethelrida Pearl Smutney, interpretata da E'myri Crutchfield, doppiata da Sara Labidi.
 È una diciassettenne che, suo malgrado, si ritrova coinvolta in qualcosa di losco.
- Thurman Smutney, interpretato da Andrew Bird, doppiato da Simone D'Andrea.
 È il padre di Ethelrida, è il marito di Dibrell.
- Dibrell Smutney, interpretata da Anji White, doppiata da Chiara Gioncardi.
 È la madre di Ethelrida, nonché proprietaria, insieme al marito, di una rinomata agenzia di pompe funebri.
- Leon Bittle, interpretato da Jeremie Harris.
 È uno scagnozzo di Loy.
- Lemuel, interpretato da Matthew Elam.
 È il figlio maggiore di Loy Cannon.
- Omie Sparkman, interpretato da Corey Hendrix, doppiato da Simone Crisari.
 Uno degli uomini che lavorano per Loy Cannon.
- Opal Rackley, interpretato da James Vincent Meredith.
 È l'amico e socio di Loy Cannon.
- Ebal Violante, interpretato e doppiato da Francesco Acquaroli.
 È il consigliere della famiglia Fadda.
- Constant Calamita, interpretato e doppiato da Gaetano Bruno. 
È il sicario della famiglia Fadda.
- Dott. David Harvard, interpretato da Stephen Spencer, doppiato da Alessio Cigliano.
 È il proprietario di una clinica privata di Kansas City.
- Zelmare Roulette, interpretata da Karen Aldridge, doppiata da Gemma Donati.
 È la sorella di Dibrell, ed è una rapinatrice di banche.
- Swanee Capps, interpretata da Kelsey Asbille.
 È la compagna e complice di Zelmare Roulette.

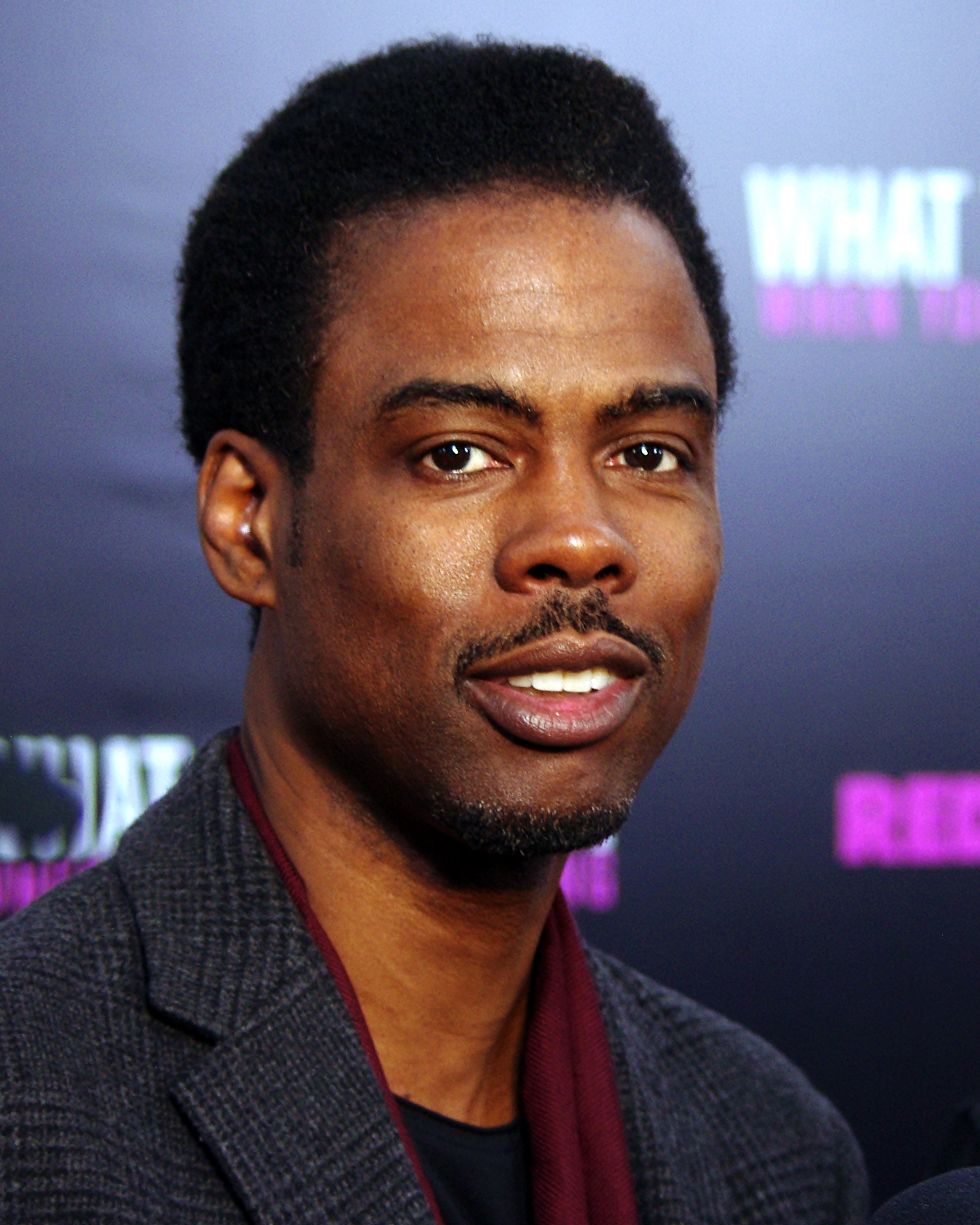
Chris Rock interpreta Loy Cannon
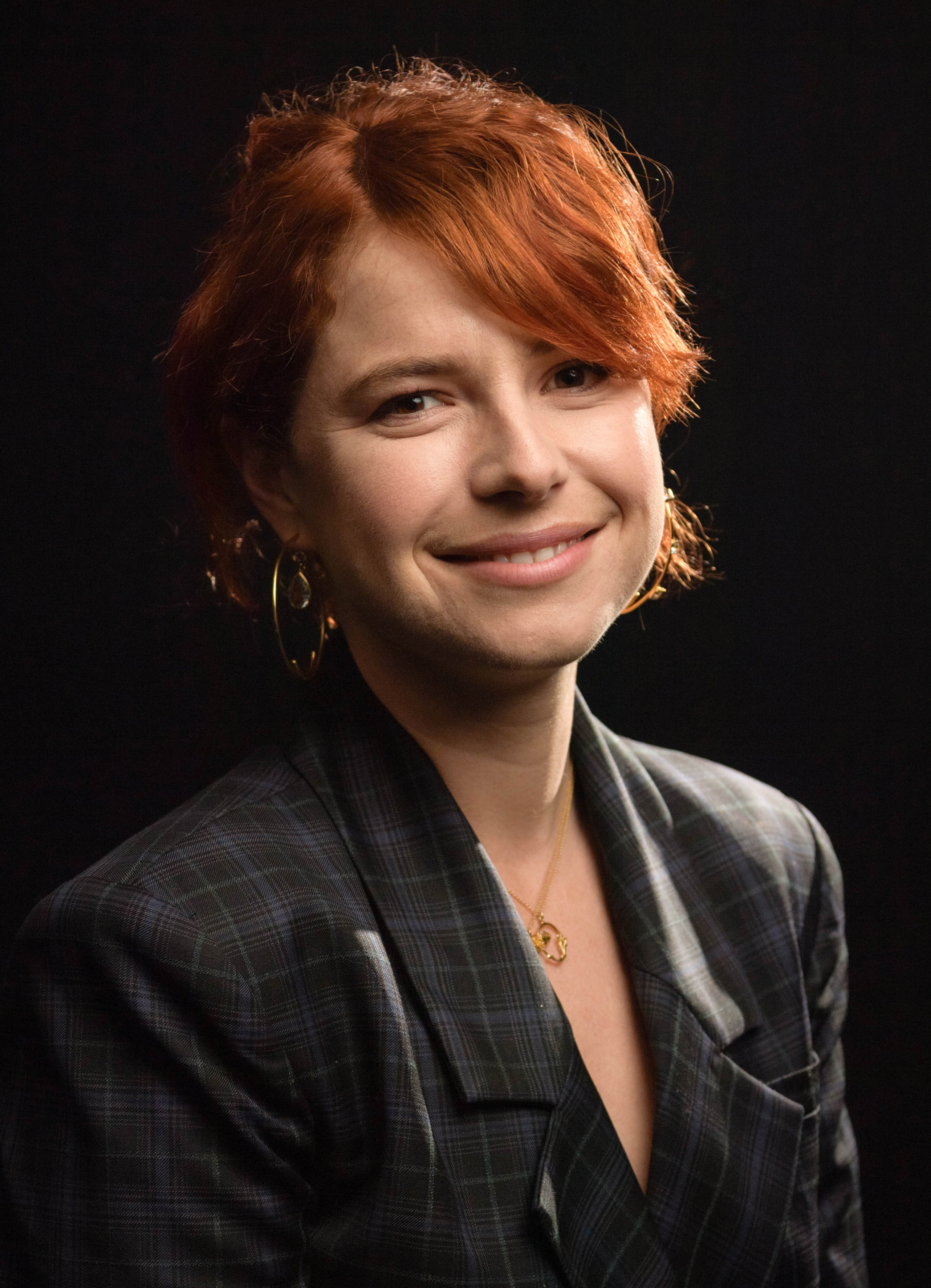
Jessie Buckley interpreta Oraetta Mayflower
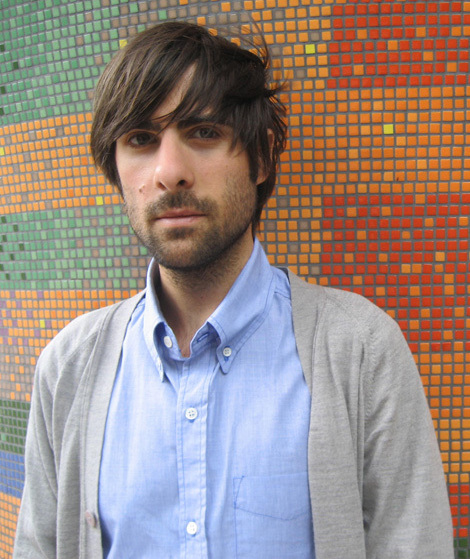
Jason Schwartzman interpreta Josto Fadda
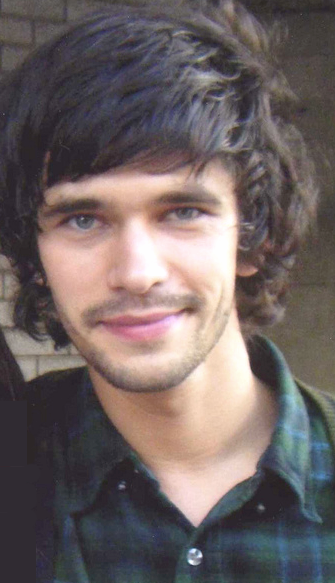
Ben Whishaw interpreta Patrick Milligan
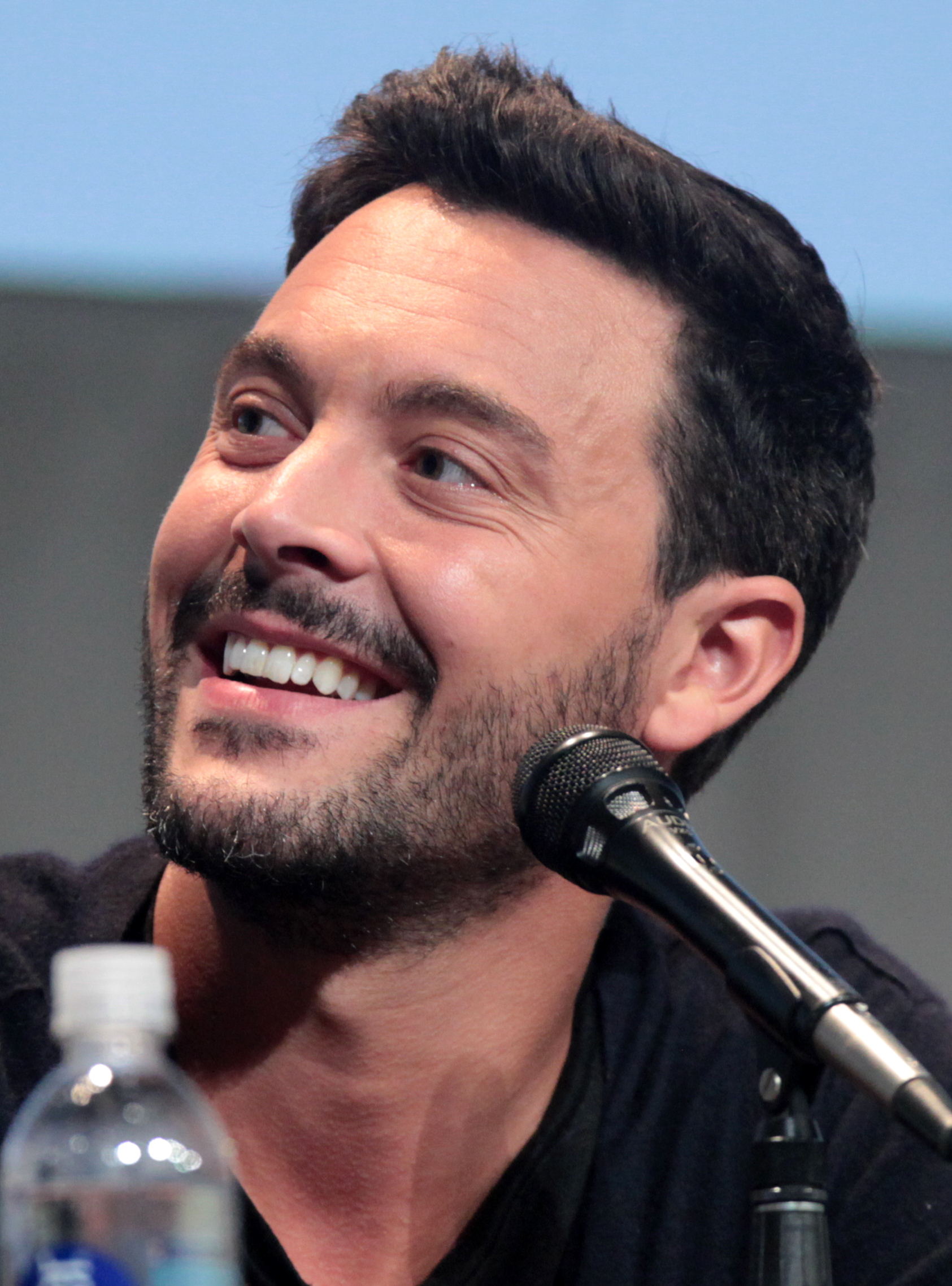
Jack Huston interpreta Odis Weff
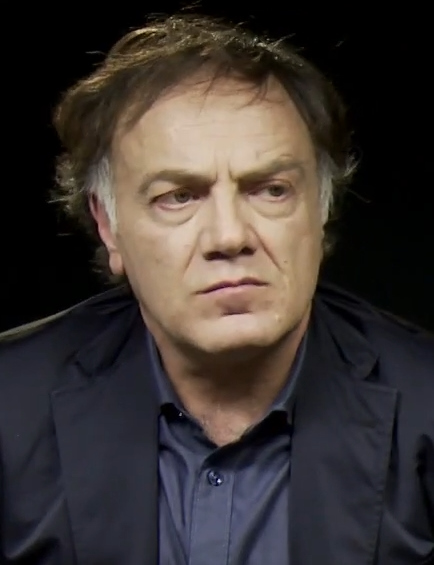
Francesco Acquaroli interpreta Ebal Violante

### Quinta stagione
- Dorothy "Dot" Lyon / Nadine Bump, interpretata da Juno Temple, doppiata da Rossa Caputo.
Apparentemente una casalinga di Scandia, Minnesota nei guai con le autorità per aver utilizzato il taser contro un agente.
- Lorraine Lyon, interpretata da Jennifer Jason Leigh, doppiata da Chiara Colizzi.
Madre di Wayne e CEO della più grande agenzia di recupero crediti del paese.
- Wayne Lyon, interpretato da David Rysdahl, doppiato da Francesco Falco.
Marito di Dot e proprietario di un'auto concessionaria.
- Gator Tillman, interpretato da Joe Keery, doppiato da Alessandro Campaiola.
Vice sceriffo della contea di Stark e figlio di Roy.
- Witt Farr, interpretato da Lamorne Morris, doppiato da Simone Crisari.
Vice sceriffo del North Dakota che ha un curioso incontro con Dot.
- Indira Olmstead, interpretata da Richa Moorjani, doppiata da Isabella Benassi.
Vice investigatrice della polizia di Scandia che indaga su un caso che riguarda Dot.
- Ole Munch, interpretato da Sam Spruell, doppiato da Andrea Lavagnino.
Misterioso e pericoloso criminale in faida sia contro Dot che Roy. Inizialmente assunto da Tillman per rintracciare Nadine.
- Scotty Lyon, interpretata da Sienna King, doppiata da Sofia Fronzi.
Giovane figlia di Dot and Wayne.
- Danish Graves, interpretato da Dave Foley, doppiato da Franco Mannella.
Avvocato e consulente principale di Lorraine.
- Roy Tillman, interpretato da Jon Hamm, doppiato da Francesco Prando.
Predicatore corrotto e proprietario di un ranch che lavora come sceriffo costituzionale della contea di Stark ed ex marito di Nadine.

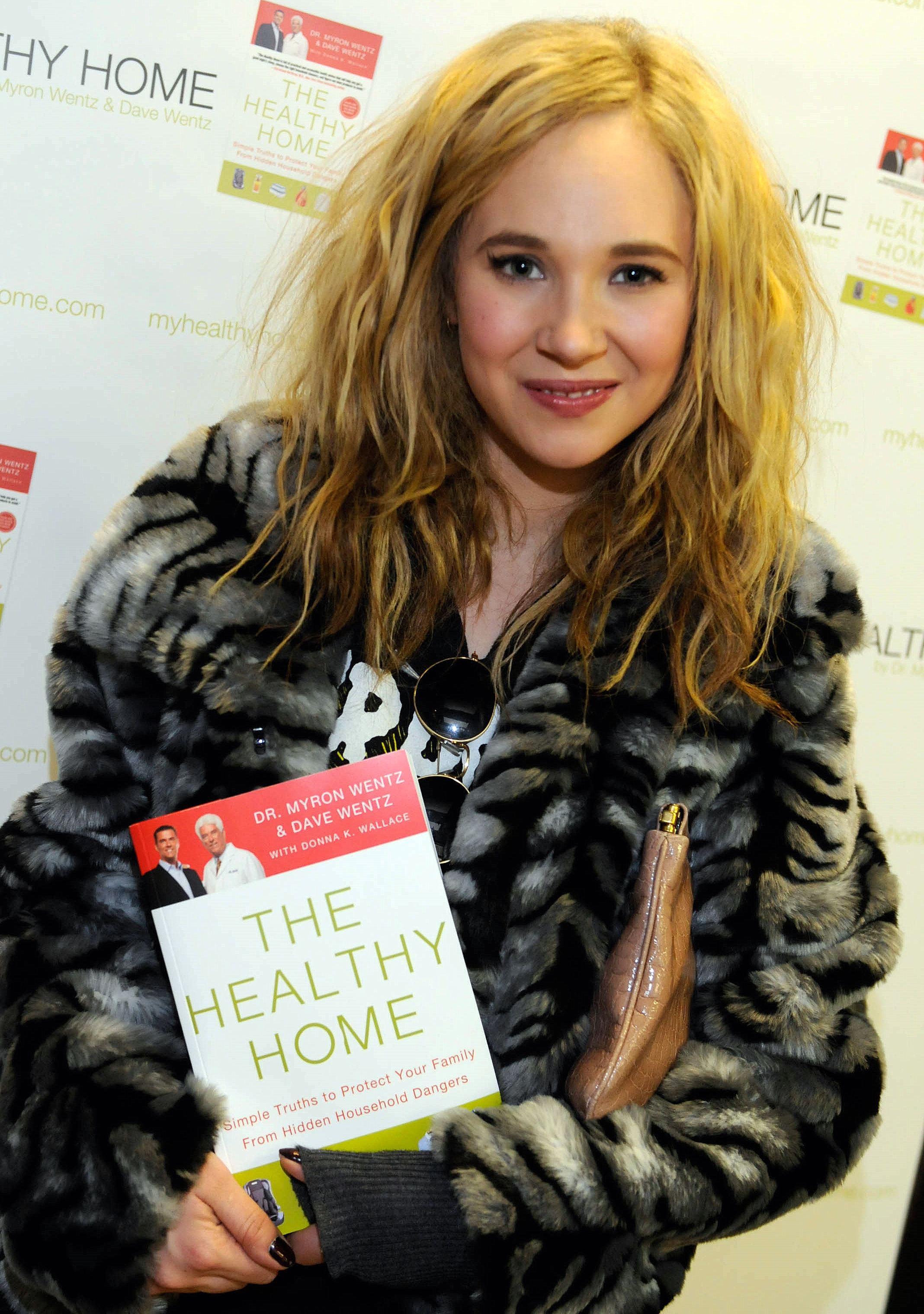
Juno Temple
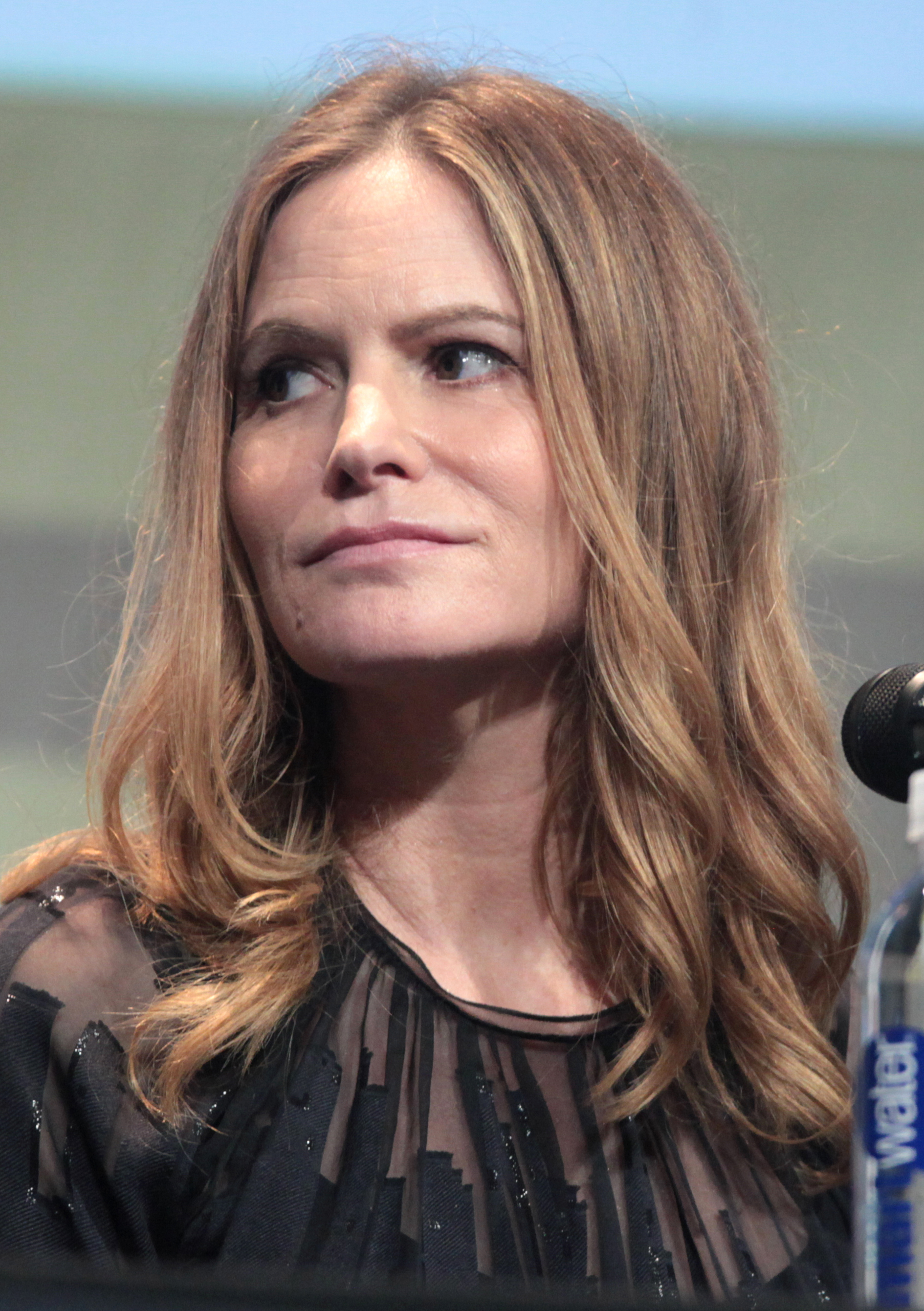
Jennifer Jason Leigh
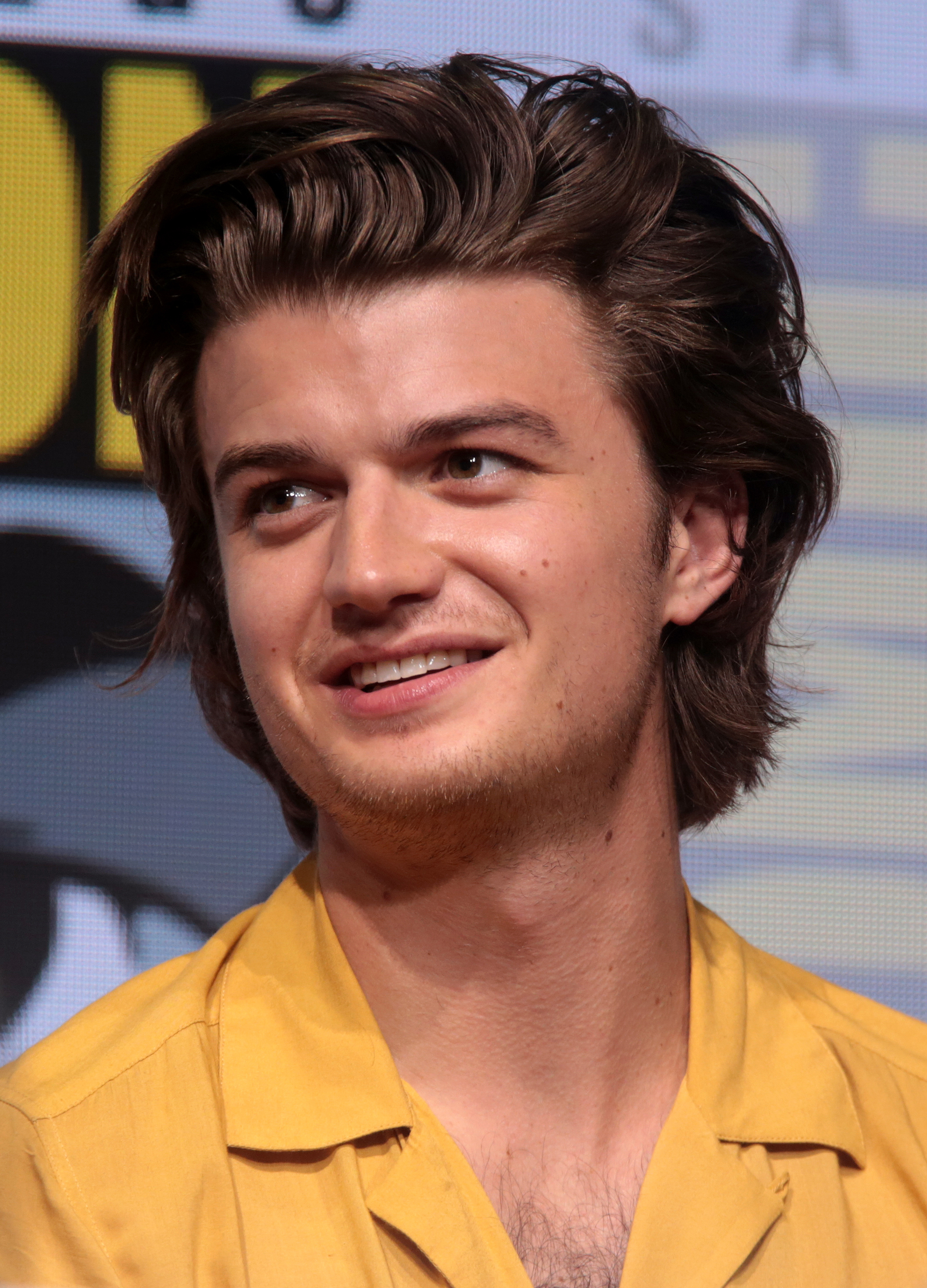
Joe Keery
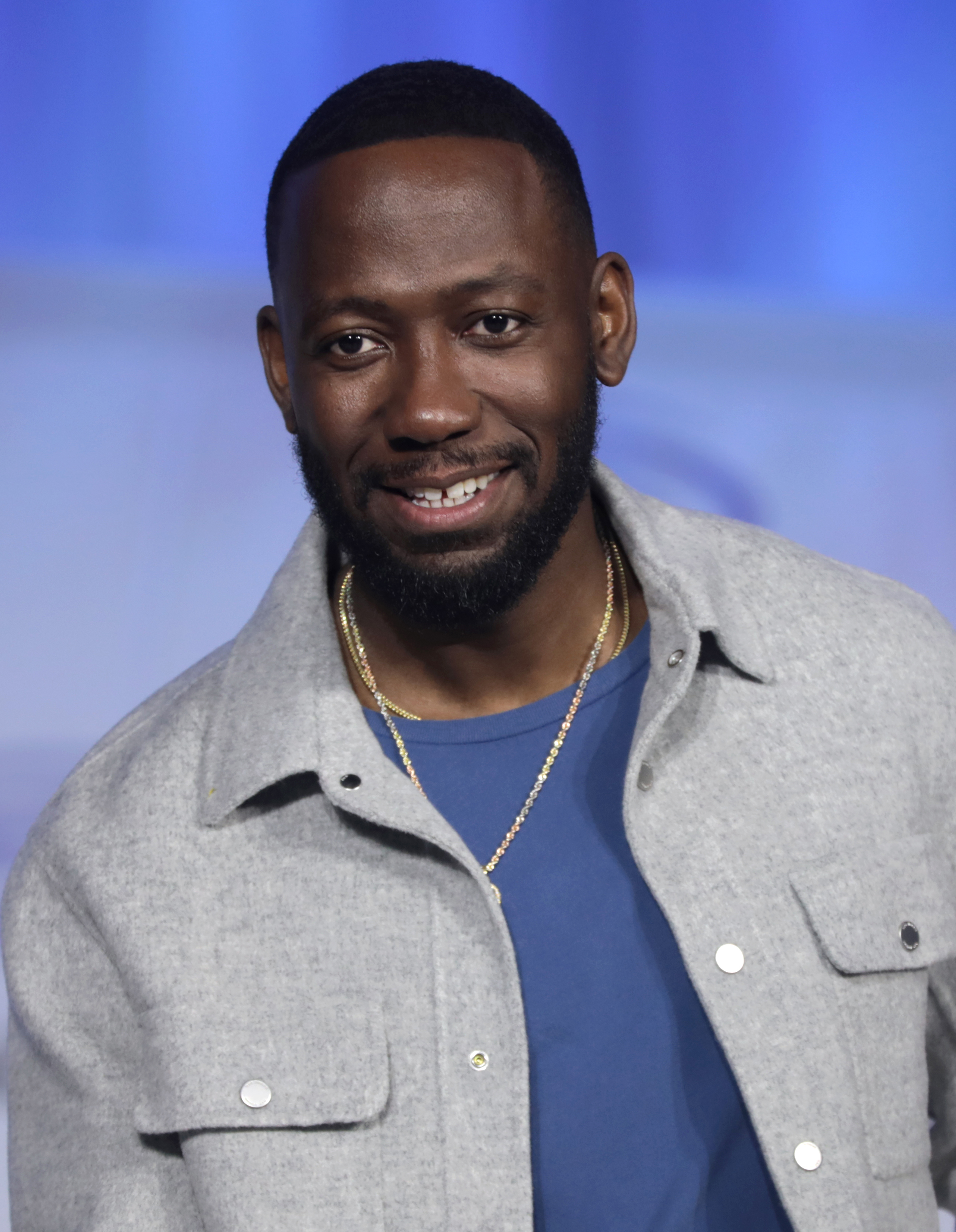
Lamorne Morris
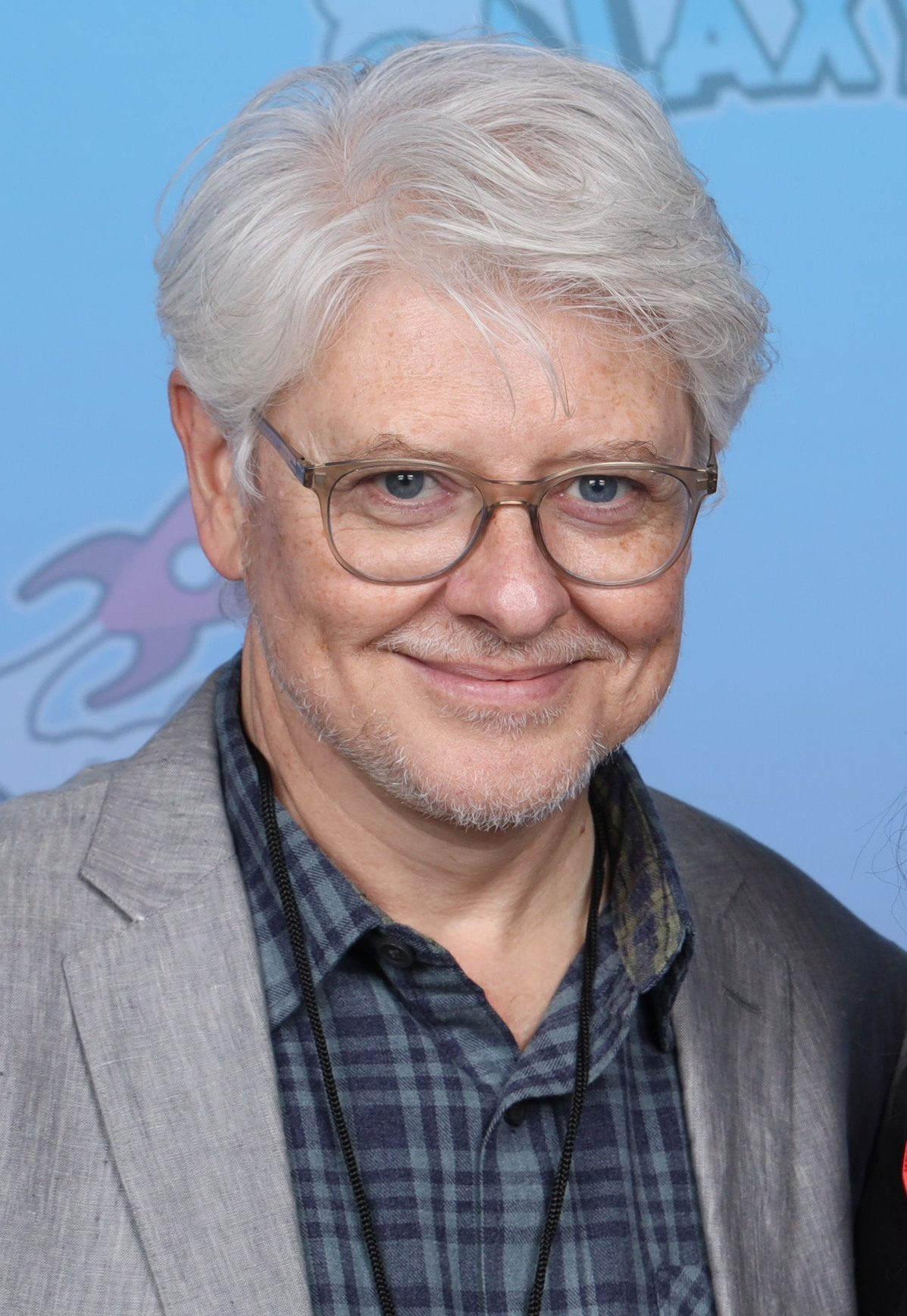
Dave Foley
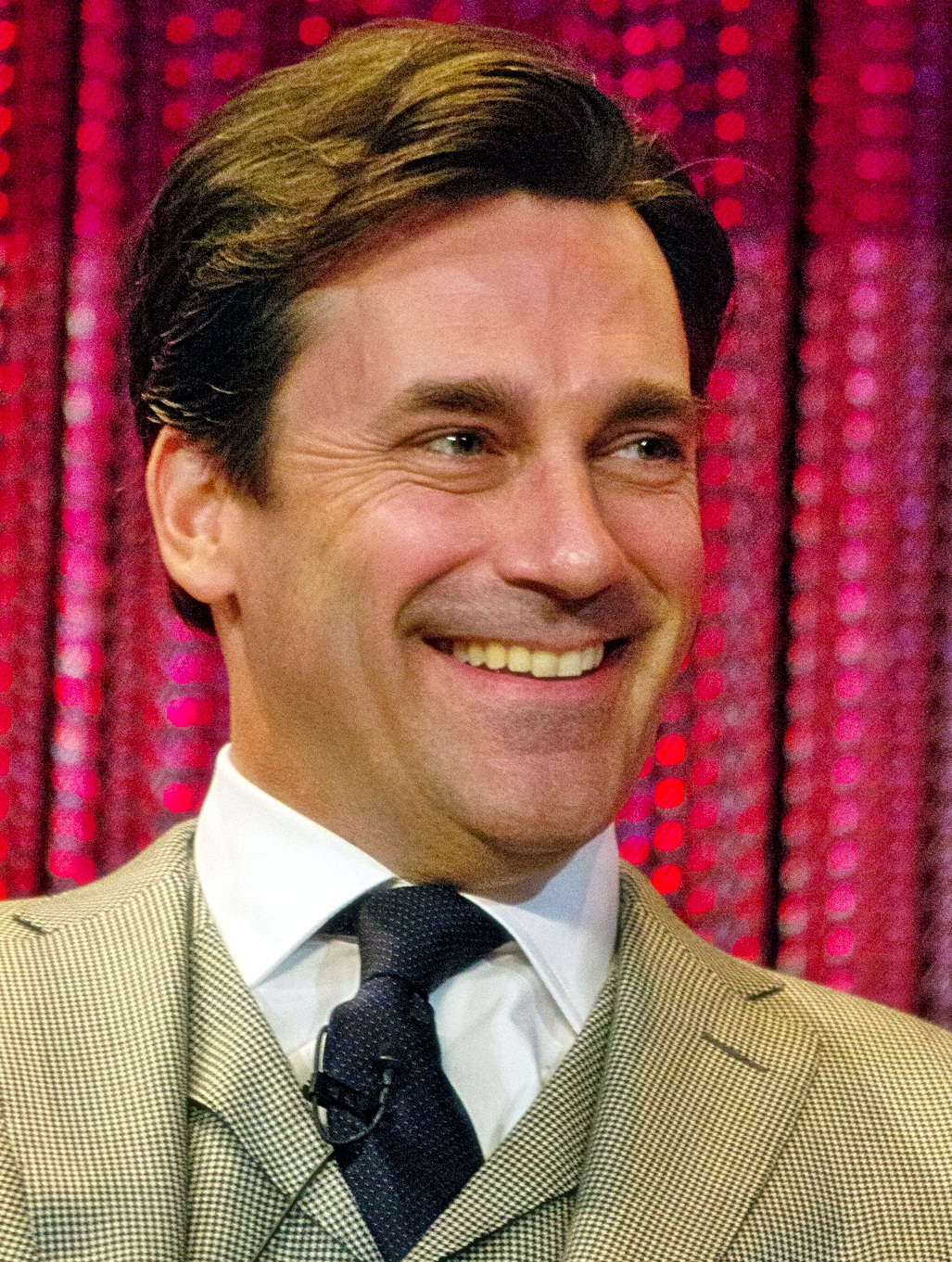
Jon Hamm

## Produzione

### Concezione
(Lo show runner Noah Hawley presentando la prima stagione della serie)

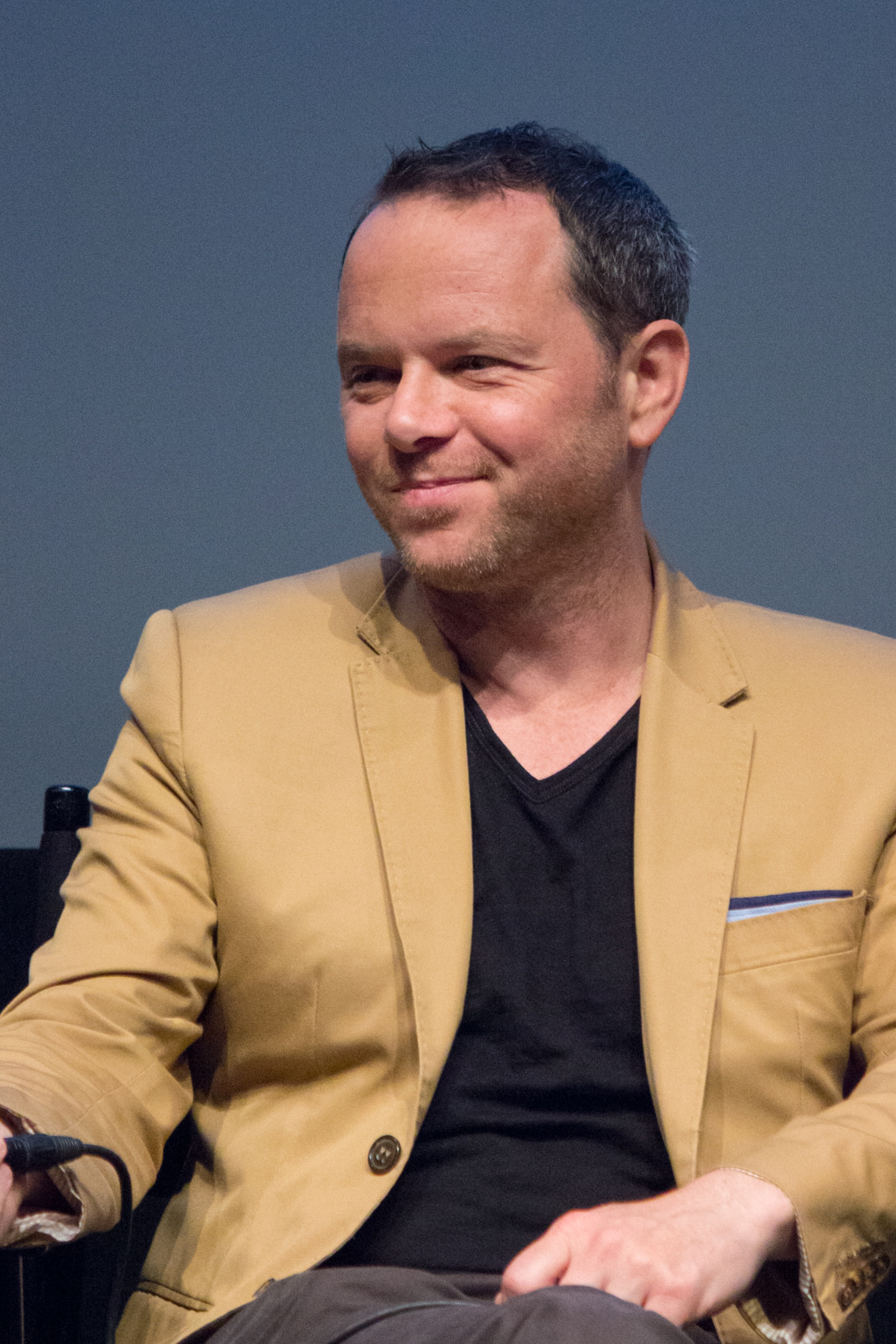
Noah Hawley

Lo sviluppo di Fargo iniziò nel settembre del 2012, quando la rete FX trovò un accordo con Joel ed Ethan Coen, i quali partecipano alla produzione in veste di produttori esecutivi, per produrre una serie vagamente ispirata all'omonimo film del 1996, da loro scritto e diretto. La sceneggiatura venne affidata a Noah Hawley, mentre lo studio televisivo della Metro-Goldwyn-Mayer, alla quale appartengono i diritti del film, è co-produttrice della fiction. Il 28 marzo 2013 venne dato semaforo verde al progetto con un ordine di dieci episodi; la regia del pilot fu affidata a Adam Bernstein, anche co-produttore della serie.
Fargo, analogamente alle serie antologiche, è concepita in modo che l'arco narrativo si chiuda completamente al termine della stagione; i produttori spiegarono che eventuali nuove stagioni avrebbero raccontato quindi nuove storie criminali, con nuovi attori e personaggi, anche se ambientate nella stessa area. Rispetto al film alla quale è ispirata, la prima stagione presenta nuovi personaggi e nuove trame, mirando ad avvicinarsi più alle tonalità generali dell'opera che alla storia narrata. Lo stile si ispira anche ai film Non è un paese per vecchi (No Country for Old Men) e A Serious Man.
Nel mese di luglio 2014, dopo il rinnovo per una seconda stagione, Noah Hawley spiegò che la seconda stagione sarebbe stata una sorta di prequel della prima, con i genitori di Molly tra i protagonisti, ambientata sul finire degli anni 1970 e incentrata sul non precisato evento citato in diversi episodi della prima stagione che aveva avuto luogo a Sioux Falls. Oltre a Fargo, lo stile della seconda stagione è influenzato anche dai film Crocevia della morte (Miller's Crossing) e L'uomo che non c'era (The Man Who Wasn't There). Per Hawley «Fargo non è un luogo, è uno stato mentale. È una vera storia criminale dove la realtà è più strana della finzione e i buoni devono affrontare qualcosa di orribile».
La terza stagione è invece ambientata in un passato più recente, nel 2010, tre anni dopo gli eventi della prima.
A gennaio 2018, viene confermata la produzione della quarta stagione, in onda dal 27 settembre 2020.
A febbraio 2022 l'emittente rende nota la produzione di una quinta stagione ambientata nell'inverno del 2019 e, per questo, le riprese inizieranno verso la fine del 2022.

### Casting

#### Prima stagione
Il 2 agosto 2013, Billy Bob Thornton fu il primo attore ad entrare nel cast, per il ruolo del truffatore vagabondo Lorne Malvo. Il successivo 26 settembre Martin Freeman fu ingaggiato per il ruolo dell'assicuratore Lester Nygaard. Il 2 ottobre si unì al cast Colin Hanks, per il ruolo dell'agente Gus Grimly; mentre una settimana più tardi furono ingaggiati Kate Walsh, per la parte di Gina Hess; Joey King, interprete della figlia dell'agente Gus; e Josh Close, per il ruolo del fratello del protagonista Lester Nygaard.
La fase principale del casting si completò nelle settimane seguenti con l'ingaggio di Bob Odenkirk, interprete dell'agente Bill Olson; Glenn Howerton, interprete di Don Chumph; Rachel Blanchard, interprete di Kitty Nygaard; e Oliver Platt, per il ruolo di Stavros Milos.
La parte della protagonista agente di polizia Molly Solverson, molto rilevante anche nel film, fu affidata a Allison Tolman, la quale precedentemente aveva recitato solo in ruoli di secondo piano; secondo il produttore Warren Littlefield la Tolman fu preferita ad attrici note in quanto, nonostante la poca esperienza, riusciva ad incarnare perfettamente il ruolo.

#### Seconda stagione
Il casting per la seconda stagione si svolse dal mese di dicembre 2014. Il 10 dicembre si unirono al cast principale Kirsten Dunst e Jesse Plemons, interpreti di Peggy Blumquist e suo marito Ed. Una settimana prima era stato annunciato che Rachel Keller avrebbe interpretato il personaggio secondario di Simone, mentre i ruoli ricorrente di Karl e Dodd erano stati offerti a Nick Offerman e Jeffrey Donovan.
L'8 gennaio 2015 il cast principale si completò con l'ingaggio di Patrick Wilson, Ted Danson e Jean Smart, rispettivamente per i ruoli di Lou Solverson, lo sceriffo Larsson e Floyd Gerhardt; lo stesso giorno si unirono al cast ricorrente anche Nick Offerman, Brad Garrett, Kieran Culkin, Bokeem Woodbine, Jeffrey Donovan e Angus Sampson. Altri personaggi ricorrenti sono interpretati da Keir O'Donnell, Michael Hogan e Cristin Milioti. Bruce Campbell, che era apparso in un cameo anche nel film Fargo, in un episodio dà il volto a Ronald Reagan. Inoltre, nel penultimo episodio Martin Freeman, già protagonista nella prima stagione, è la voce narrante, mentre nell'ultimo riprendono brevemente i loro ruoli anche Allison Tolman, Colin Hanks, Joey King e Keith Carradine.

#### Terza stagione
Il 20 maggio 2016 Ewan McGregor fu il primo attore ingaggiato per la terza stagione, chiamato ad interpretare il doppio ruolo dei due fratelli Emmit e Ray Stussy. L'attore scozzese affermò di aver dovuto utilizzare l'accento più difficile tra quelli con cui aveva recitato nella sua carriera. L'11 luglio Carrie Coon fu ingaggiata per il ruolo di Gloria Burgle; il 16 settembre si unirono al cast Mary Elizabeth Winstead, interprete di Nikki Swango, e Scoot McNairy per un ruolo ricorrente; il 19 dicembre David Thewlis per quella di V.M. Varga. Il 20 dicembre fu annunciata la presenza nel cast ricorrente anche di Michael Stuhlbarg, Shea Whigham, Karan Soni, Fred Melamed e Thomas Mann; il mese seguente anche quella di Hamish Linklater e Caitlynne Medrek. Inoltre, Jim Gaffigan era stato selezionato per la parte di Donny Mashman, ma l'attore dovette rinunciare al ruolo per gli impegni in altre produzioni. Billy Bob Thornton fa da voce narrante nel quarto episodio. Russell Harvard riprende il ruolo di Mr. Wrench nel settimo episodio. Karan Soni, inizialmente confermato nel cast ricorrente, non ha fatto nessuna apparizione nella stagione.

#### Quarta stagione
La stagione, in produzione per il 2019, sarà ambientata a Kansas City negli anni cinquanta e vedrà due famiglie criminali rivali, una afroamericana e una italiana. Chris Rock è il primo degli interpreti del cast nel ruolo del boss della famiglia afroamericana. Uzo Aduba, inizialmente scelta per interpretare il ruolo di Zelmare Roulette, nel settembre 2019, ha lasciato la produzione per motivi familiari, sostituita da Karen Aldridge a dicembre 2019.

#### Quinta stagione
Nel febbraio 2022, viene annunciata la quinta stagione, ambientata nel 2019, e vedrà come protagonisti Juno Temple, Jon Hamm, Jennifer Jason Leigh, Joe Keery, Lamorne Morris e Richa Moorjani.

### Riprese
Le riprese della prima stagione si svolsero dal novembre 2013 alla primavera del 2014 nei dintorni di Calgary, nella provincia canadese dell'Alberta. Durante tale periodo nell'area si registrarono anche punte di 40 gradi sotto zero, condizioni che portarono ad una temporanea sospensione dei lavori. I fratelli Coen ebbero occasione di descrivere l'ambientazione da ricreare sul set come una «Siberia con ristoranti per famiglie».
Anche la seconda stagione è stata filmata a Calgary, tra i mesi di gennaio e maggio 2015. Negli stessi luoghi a gennaio 2017 iniziarono le riprese della terza stagione.
La quarta stagione ha iniziato le riprese ad ottobre 2019, venendo in seguito sospesa a causa della pandemia di COVID-19, con otto episodi girati, e posticipando l'uscita prevista per il 19 aprile 2020.

## Accoglienza

### Ascolti
La première dell'episodio pilota su FX, dalla durata di circa 70 minuti invece dei consueti 45, il 15 aprile 2014, ha registrato una buona audience, venendo seguita da circa 2.650.000 telespettatori; cifra che sale a 4.150.000 comprendendo le successive repliche andate in onda durante la stessa serata.
La première della seconda stagione, il 12 ottobre 2015, in un periodo di programmazione più competitivo, fu seguita da 1.588.000 spettatori.

### Critica
La prima stagione ha ricevuto il "plauso universale" su Metacritic, sulla base di un punteggio medio ponderato di 85 su 100 da 40 recensioni. Il sito di raccolta recensioni Rotten Tomatoes ha riportato che il 97% dei 141 critici ha dato alla stagione una recensione positiva, con una valutazione media di 8,45/10. Il consenso del sito web recita: "Basato sul film con lo stesso nome solo nell'atmosfera, nello stile e nella posizione, Fargo presenta personaggi più bizzarri e una nuova trama che è sapientemente eseguita con umorismo oscuro e strani colpi di scena". Il recensore di IGN Roth Cornet ha assegnato alla prima stagione un punteggio di 9,7 su 10, elogiando il casting, i suoi legami tematici con il film e la scrittura. The A.V. Club l'ha nominata la sesta migliore serie TV del 2014.
La serie ha ricevuto un'accoglienza molto positiva dalla critica. Brian Lowry su Variety ha definito il pilot particolarmente efficace, in grado di autoaffermarsi come un solido progetto diverso dall'omonimo film, con il quale ha il vantaggio di condividerne tonalità e stile. Anche altre testate, tra cui il New York Times, hanno messo in risalto come la serie si mantiene fedele allo spirito del film discostandosi dalla trama; il The Daily Beast, in particolare, ha spiegato come gli autori siano riusciti a produrre una serie in grado di replicare lo straordinario e curioso universo creato dai fratelli Coen nel 1996 riuscendo allo stesso tempo a offrire un'esperienza nuova. Secondo Lori Rackl, del Chicago Sun-Times, «il ritmo della serie è lento in alcuni punti, ma l'umorismo nero e il tono contorto la rendono curiosamente avvincente»; la critica statunitense ha valutato la fiction con tre stelle e mezzo su quattro.
Anche la seconda stagione ha ottenuto il "plauso universale" su Metacritic, con un punteggio medio di 96 sulla base di 33 recensioni. Su Rotten Tomatoes, il 100% delle 234 recensioni sono positive e la valutazione media è 9,1/10. Il consenso del sito afferma: "La seconda stagione di Fargo conserva tutti gli elementi che hanno reso la serie un successo pluripremiato, offrendo un'altra saga eccezionale alimentata da personaggi accattivanti, cinismo sfacciato e solo un tocco di assurdo".
Le recensioni si sono confermate positive per la seconda stagione. Neil Genzlinger del New York Times ha definito la serie «sublime», giudicando il cast all'altezza di quello della stagione precedente. Ellen Gray del Philadelphia Daily News ha spiegato come gli autori siano riusciti a produrre una storia e dei personaggi altrettanto avvincenti, mentre per Rob Owen del Pittsburgh Post-Gazette rimane un fantastico thriller intriso di umorismo nero. È stata indicata tra i migliori prodotti dell'anno da diverse testate, tra cui il The Atlantic, che ha definito la serie intelligente, estrosa ed emozionante, e il Los Angeles Times, secondo cui eventuali difetti «si perdono nella maestria delle interpretazioni, nell'eleganza della produzione e nella suspense liberamente distribuita». Brian Lowry su Variety, elogiando la qualità dell'opera, ha sottolineato come, rispetto alla prima stagione, la trama sia più ricca di umorismo, acquisendo, anche rispetto all'omonimo film, un'atmosfera da film di Quentin Tarantino, con un risultato convincente e «corroborante».

### Analisi
La prima stagione di Fargo rimane coerente con il film dei fratelli Coen da un punto di vista estetico e tematico: predominano scelte stilistiche come l'enfasi sul colore bianco del paesaggio innevato al centro dell'ambientazione, la musica malinconica, il ritmo lento e le conversazioni apparentemente insignificanti. Secondo Alberto Nahum García, anche le stagioni successive della serie esplorano le tematiche del film originale da tre punti di vista: il suo approccio peculiare al genere noir, incentrato sul tema della redenzione la celebrazione dell'idea di comunità e il ritorno alla moralità dell’eroismo classico. Tanto il film quanto la serie si inseriscono quindi nel genere del neo-noir ma sconvolgendone una caratteristica fondamentale, il pessimismo esistenziale. In Fargo ci sono il Bene e il Male e la linea che li separa è così chiara da non lasciare spazio a nessuna ambiguità. È in questo senso che ritorna la nozione classica di comunità. Secondo Garcia, inoltre, la serie conserva il riflesso morale e sociale del suo antecedente filmico, "quel mix tra barbarie e pantomima" già presente nel film. Fargo pone il senso comune dell’America profonda, la bontà della gente normale che con i propri legami affettivi e complicità morale vuole sopravvivere nella comunità. Come nel poster affisso nel seminterrato del protagonista della prima stagione (Lester Nygaard) in cui un pesce nuota controcorrente, la serie stessa si pone in modo originale rispetto all’anti-eroismo al centro dell'immaginario della serialità televisiva contemporanea. Pur dando nuovamente spazio all'eroismo dell'uomo comune, in ogni caso, Fargo descrive un universo contraddittorio: “Perché il bene vince; la chiave è quante vittime il male lascia sulla strada per la sconfitta”.
Anche la seconda stagione Fargo conserva il registro del film dei Coen, la sua oscillazione tra la commedia nera e il noir in senso stretto, così come i suoi dialoghi bizzarri e assurdi, accompagnati da una "regia chirurgica" e una "limpida fotografia" che esalta il paesaggio innevato. Rispetto alla prima stagione, tuttavia, la serie trae qui ispirazione anche dal genere western e dal film bellico. Come protagonisti non troviamo solo guardie e ladri, ma criminali che si comportano "veri e propri soldati" che combattono una guerra che si svolge a Luverne, nel Minnesota, durante l’inverno del ‘79. Gli outsider sono in rivolta: Peggy e le donne della famiglia mafiosa dei Gerhardt fanno una rivoluzione contro il patriarcato, mentre la guerra fra banda fa emergere gli antieroi Mike Milligan e Hanzee Dent. In questo modo, anche nella seconda stagione lo humor nero e il gusto dell’assurdo si intrecciano con il noir e lo splatter, regalando momenti di sadica suspense.
Ancora una volta la terza stagione di Fargo conferma l’anima noir della serie e del suo modello cinematografico, come si nota fin dal primo episodio, diretto dallo stesso creator del programma, Noah Hawley, il cui lavoro secondo i critici riesce a trovare il giusto equilibrio tra rigore formale e audacia compositiva. Uno degli elementi centrali della stagione è il doppio ruolo interpretato da Ewan McGregor, che porta nella serie una delle caratteristiche del giallo: la riflessione sul tema del doppio, attraverso la fragile distinzione tra il fratello buono e il fratello, di 2 anni più giovane,  cattivo. Troviamo inoltre una femme fatale autoritaria e ingegnosa, Nikki, versione contemporanea della Peggy della seconda stagione, e la figura del poliziotto, che nei film noir classici incarna lo spettatore in cerca di risposte. Come nelle prime due stagioni, la trama sembra guidata dalla casualità, da un caos organizzato dove tanto il tempismo degli investigatori quanto l’imprevisto sono cruciali affinché i rappresentanti delle forze dell’ordine possano arrivare alla verità. Altre tematiche che ritornano dalle stagioni precedenti sono la riflessione per le dinamiche familiari, il rapporto tra il cittadino e l'autorità e la rappresentazione di un fato inarrestabile. Il principio del caos organizzato è presente anche nell’utilizzo, come colonna sonora della scena muta del torneo di Bridge Wildcat 2010 cui partecipano Nikki e Ray Stussy, della canzone in “finto inglese” di Adriano Celentano Prisencolinensinainciusol. La canzone del 1972 è arrivata al successo negli USA solo nel 2009, grazie ad un imprevedibile rilancio sui social network.

## Riconoscimenti

### Prima stagione
- Premi Emmy 2014[73][74]
  - Miglior miniserie
  - Miglior regia per un film, miniserie o speciale drammatico a Colin Bucksey, per l'episodio Buridan's Ass
  - Miglior casting per un film, miniserie o speciale drammatico a Rachel Tenner e Jackie Lind
  - Candidatura alla miglior regia per un film, miniserie o speciale drammatico a Adam Bernstein, per l'episodio The Crocodile's Dilemma
  - Candidatura alla miglior sceneggiatura per un film, miniserie o speciale drammatico a Noah Hawley, per l'episodio The Crocodile's Dilemma
  - Candidatura al miglior attore in un film o miniserie a Martin Freeman
  - Candidatura al miglior attore in un film o miniserie a Billy Bob Thornton
  - Candidatura al miglior attore non protagonista in un film o miniserie a Colin Hanks
  - Candidatura alla miglior attrice non protagonista in un film o miniserie a Allison Tolman
  - Candidatura alla miglior fotografia per un film o miniserie a Dana Gonzales, per Buridan's Ass
  - Candidatura alla miglior fotografia per un film o miniserie a Matt Lloyd, per The Crocodile's Dilemma
  - Candidatura al miglior montaggio per un film o miniserie a Regis Kimble, per Buridan's Ass
  - Candidatura al miglior montaggio per un film o miniserie a Skip MacDonald, per The Crocodile's Dilemma
  - Candidatura al miglior montaggio per un film o miniserie a Bridget Durnford, per The Rooster Prince
  - Candidatura al miglior trucco non prostetico per un film o miniserie a Gail Kennedy, Joanne Preece, Gunther Schetterer e Keith Sayer
  - Candidatura alla miglior composizione musicale per una miniserie, film o speciale a Jeff Russo, per The Crocodile's Dilemma
  - Candidatura al miglior montaggio audio per un film o miniserie, per The Crocodile's Dilemma
  - Candidatura al miglior missaggio per un film o miniserie, per The Crocodile's Dilemma
- Golden Globe 2015[75][76]
  - Miglior miniserie o film per la televisione
  - Miglior attore in una miniserie o film per la televisione a Billy Bob Thornton
  - Candidatura al miglior attore in una miniserie o film per la televisione a Martin Freeman
  - Candidatura alla migliore attrice in una miniserie o film per la televisione a Allison Tolman
  - Candidatura al miglior attore non protagonista in una serie, miniserie o film per la televisione a Colin Hanks
- Critics' Choice Television Awards 2014[77][78]
  - Miglior miniserie
  - Miglior attore in un film o miniserie a Billy Bob Thornton
  - Miglior attrice non protagonista in un film o miniserie a Allison Tolman
  - Candidatura al miglior attore in un film o miniserie a Martin Freeman
  - Candidatura al miglior attore non protagonista in un film o miniserie a Colin Hanks
- Satellite Awards 2015[79]
  - Candidatura alla miglior serie drammatica
  - Candidatura al miglior attore in una serie drammatica a Billy Bob Thornton
  - Candidatura al miglior attore in una serie drammatica a Martin Freeman
  - Candidatura alla miglior attrice non protagonista in una serie, miniserie o film per la televisione a Allison Tolman
- Screen Actors Guild Awards 2015[80]
  - Candidatura al miglior attore in un film televisivo o miniserie a Billy Bob Thornton
- TCA Awards 2014[81]
  - Candidatura al miglior film, miniserie o speciale
  - Candidatura al miglior nuovo programma televisivo

### Seconda stagione
- Golden Globe 2016[82]
  - Candidatura alla miglior miniserie o film per la televisione
  - Candidatura al miglior attore in un film o miniserie a Patrick Wilson
  - Candidatura alla migliore attrice in un film o miniserie a Kirsten Dunst
- Satellite Awards 2016[83]
  - Candidatura alla miglior serie drammatica
  - Candidatura alla miglior attrice in una serie drammatica a Kirsten Dunst
- Critics' Choice Television Awards 2016
  - Miglior miniserie o film per la televisione
  - Miglior attrice protagonista in un film o miniserie a Kirsten Dunst
  - Miglior attrice non protagonista in un film o miniserie a Jean Smart
  - Miglior attore non protagonista in un film o miniserie a Jesse Plemons
  - Candidatura al miglior attore protagonista in un film o miniserie a Patrick Wilson
  - Candidatura alla miglior attrice non protagonista in un film o miniserie a Cristin Milioti
  - Candidatura al miglior attore non protagonista in un film o miniserie a Nick Offerman
  - Candidatura al miglior attore non protagonista in un film o miniserie a Bokeem Woodbine

### Terza stagione
- Golden Globe 2018[84]
  - Miglior attore in una miniserie o film per la televisione a Ewan McGregor
  - Candidatura alla miglior miniserie o film per la televisione
  - Candidatura al miglior attore non protagonista in una serie, miniserie o film per la televisione a David Thewlis

### Quinta stagione
- 2024 – Golden Globe[85]
  - Candidatura alla miglior miniserie, serie antologica o film TV
  - Candidatura al miglior attore in una miniserie, serie antologica o film TV a Jon Hamm
  - Candidatura alla miglior attrice in una miniserie, serie antologica o film TV a Juno Temple
- 2024 – Television Critics Association Award[86]
  - Candidatura alla miglior serie drammatica
  - Candidatura al miglior film, miniserie o speciale
  - Candidatura al miglior risultato individuale in una serie drammatica a Juno Temple
- 2024 – Astra TV Awards[87]
  - Candidatura alla miglior miniserie o film TV
  - Candidatura al miglior attore in una miniserie o film TV a Jon Hamm
  - Candidatura alla miglior attrice in una miniserie o film TV a Juno Temple
  - Candidatura al miglior attore non protagonista in una miniserie o film TV a Joe Keery
  - Candidatura alla miglior regia in una miniserie o film TV a Noah Hawley per l'episodio La tragedia dei beni comuni
  - Candidatura alla miglior sceneggiatura in una miniserie o film TV a Noah Hawley per l'episodio La tragedia dei beni comuni
- 2024 – Premio Emmy[88][89]
  - Miglior attore non protagonista in una miniserie o serie antologica a Lamorne Morris
  - Candidatura alla miglior miniserie o serie antologica
  - Candidatura al miglior attore in una miniserie o serie antologica a Jon Hamm
  - Candidatura alla miglior attrice in una miniserie o serie antologica a Juno Temple
  - Candidatura alla miglior scenografia per una serie di narrativa contemporanea (un'ora o più)
  - Candidatura al miglior casting per una miniserie, serie antologica o film
  - Candidatura alla miglior fotografia per una miniserie, serie antologica o film
  - Candidatura ai migliori costumi contemporanei per una miniserie, serie antologica o film
  - Candidatura alla miglior regia per una miniserie, serie antologica o film
  - Candidatura al miglior montaggio dell'immagine per una serie miniserie, serie antologica o film per l'episodio La tragedia dei beni comuni
  - Candidatura alla miglior supervisione musicale per l'episodio La tragedia dei beni comuni
  - Candidatura al miglior montaggio sonoro per una miniserie, serie antologica o film per l'episodio La tragedia dei beni comuni
  - Candidatura al miglior missaggio sonoro per una miniserie, serie antologica o film per l'episodio La tragedia dei beni comuni
  - Candidatura alla miglior sceneggiatura per una miniserie, serie antologica o film a Noah Hawley per l'episodio La tragedia dei beni comuni
- 2025 – Saturn Award[90]
  - Candidatura alla miglior presentazione televisiva
  - Candidatura al miglior attore in una serie televisiva a Jon Hamm
  - Candidatura al miglior attore non protagonista in una serie televisiva a Lamorne Morris
  - Candidatura alla miglior attrice non protagonista in una serie televisiva a Jennifer Jason Leigh

## Citazioni e riferimenti
La serie ricalca lo stile cinematografico dei fratelli Coen, proponendo l'umorismo nero tipico dei due autori e inserendo anche riferimenti diretti ai loro film. Quasi ogni episodio, come l'omonimo film al quale è ispirata la serie, si apre con un'identica, non veritiera, indicazione secondo la quale i fatti narrati sono veramente accaduti. In alcune scene dello stesso episodio si possono notare un cartello con la pubblicizzazione del cocktail White Russian, già visto ne Il grande Lebowski, e una cippatrice, altro chiaro riferimento al film Fargo. Non mancano accenni ad opere di altri autori; sempre nel primo episodio, è presente un cartellone che pubblicizza il Montecito Casinò, riferimento alla serie della NBC Las Vegas.
Si può anche notare, nel corso della stagione, come la valigetta sepolta dal personaggio interpretato da Steve Buscemi nell'omonimo film dei Fratelli Coen venga trovata per caso da uno dei personaggi dopo aver notato il raschietto rosso per il ghiaccio nella neve. Sono molteplici, inoltre, le ambientazioni che ricalcano quelle del film: ne sono un esempio il parcheggio multipiano dove Stavros Milos ripropone un siparietto analogo a quello di Steve Buscemi.
Nella terza stagione viene omaggiato ancora Il grande Lebowski, nella scena in cui Nikki Swango e Wrench si rifugiano in un bowling. Nikki Swango ha una conversazione con uno sconosciuto al bancone, come nella scena finale del film dei Coen.
Nell'episodio 7 Nikki, con la battuta "Follow the money", rende omaggio sia al film All the President's Men, sia a Giovanni Falcone. Il personaggio di V.M.Varga, interpretato magistralmente da David Thewlis, sembra rimandare al personaggio de la bocca di Sauron, che ne Il Signore degli Anelli - Il ritorno del re agisce come messaggero del signore oscuro. Sotto questo aspetto, Varga nella sua enigmaticità, sembra la personificazione del "male che agisce in modo organizzato".

## Distribuzione internazionale
Fargo è trasmessa in Canada in contemporanea con gli Stati Uniti, dal 15 aprile 2014 su FX Canada. Nel Regno Unito va in onda dal 20 aprile 2014 su Channel 4, mentre in Australia dal seguente 1º maggio su SBS One. In Italia ha esordito il 16 dicembre 2014 su Sky Atlantic e in chiaro il 14 gennaio 2016 su Rai4.